# Барклай де Толли, Михаил Богданович
Граф (с 29 декабря 1813), князь (с 30 августа 1815) Михаи́л Богда́нович Баркла́й де То́лли (при рождении Михаэ́ль Андре́ас Баркла́й де То́лли, в старой норме Барклай-де-Толли,  16 [27] декабря 1761, Памушис, Пакруойский район — 14 [26] мая 1818, Гесветен, Восточная Пруссия) — русский полководец шотландско-немецкого происхождения.
Военный министр (январь 1810 — август 1812), генерал-фельдмаршал (с 1814). Второй (после Михаила Кутузова) полный кавалер ордена Святого Георгия. С весны 1812 года — командующий 1-й Западной армией. Фактически исполнял обязанности Главнокомандующего Русской армией в начале Отечественной войны 1812 года, от отъезда из армии Александра I до назначения Михаила Кутузова. В заграничном походе русской армии 1813—1814 годов командовал объединённой русско-прусской армией в составе сил союзников под общим командованием князя Шварценберга. Главнокомандующий 1-й армией (1814—1818).

## Биография

### Происхождение и семья
Толли был потомком шотландского клана Барклай с корнями в Тоуи (Тоуи или Толли; Шотландский язык: Tollaigh) в Абердиншире.
Происходил из бюргерской немецкой ганзейской семьи де Толли, являющейся ответвлением старинного дворянского шотландского рода Баркли с нормандскими корнями. Его предок, Питер Баркли из ветви Тоуи (Towie) (1600—1674), в середине XVII века переселился в Ригу после подавления Кромвелем движения сторонников обезглавленного короля Карла Стюарта в Шотландии. Дед Михаила Богдановича Вильгельм был бургомистром Риги.
Отец будущего полководца Вейнгольд Готтард Барклай де Толли (нем. Weinhold Gottard Barclay de Tolly, 1734—1781; в российских источниках также указывается принятое им славянское имя Богдан) вышел в отставку поручиком российской армии, получив звание российского дворянина. Мать будущего полководца Маргарита Елизавета фон Смиттен (нем. Margaretha Elisabeth von Smitten, 1733—1771) была дочерью местного священника, по другим источникам, происходила из семьи лифляндских помещиков. Сам Михаил Богданович в семейных хрониках называется по-немецки Михаэль-Андреас (нем. Michael Andreas).

### Дата и место рождения
Дата рождения Михаэля-Андреаса Барклая-де-Толли достоверно не установлена. Существует несколько версий. В прижизненном издании «Галерея гравированных портретов генералов, офицеров, и проч.» было напечатано, что Барклай де Толли родился в 1755 году. В биографической книге С. И. Ушакова также указан 1755 год. В 1821 году капитул Нидерландского военного ордена Вильгельма обратился в Российское военное министерство с запросом даты рождения М. Б. Барклая-де-Толли. Ответ был подготовлен на основе Военного формуляра 1817 года, в котором было записано, что «отроду ему 59 лет», то есть Барклай де Толли родился в 1758 году. Тем не менее, некоторые военные формулярные списки составлялись с ошибками. Скорее всего, Михаил Богданович родился в 1757 году, так как к письму к императору Александру I от 7 ноября 1812 года, в котором он просил предоставить ему отпуск для лечения, был приложен документ с указанием его возраста 55 лет. Называется иногда и 1759 год рождения.
В некоторых более поздних источниках указывается, что он родился 16 (27) декабря 1761 года в поместье Памушис (лит. Pamūšis, сейчас посёлок Памушис в Шяуляйском уезде Литвы), находившемся в той части края Земгале, которая в тот период входила в состав вассального Речи Посполитой Курляндского герцогства, присоединённого к Российской империи после третьего раздела Польши (1795). 1757 как год рождения Барклая официально признан. В 2007 году состоялись торжества в городе Черняховске по поводу 250-летия полководца.
Место рождения Михаэля-Андреаса Барклая-де-Толли также неизвестно. Сам Михаил Богданович писал, что родился он в Риге. В издании «Rigasche Biographien nebst einigen Familien-Nachrichten» (Riga, 1881) сообщается, что родился он в 1761 году в имении Луде Гросхоф (нем. Luhde-Großhoff) под Валкой (нем. Walk, городом, поделённым между Латвией и Эстонией (эстонская часть города называется Валга). В 1760 году семья Барклая переехала в поместье Памушис, именно это поместье указывают многие авторы как место рождения будущего фельдмаршала.

### Детство в Санкт-Петербурге
В 1765 году Вейнгольд Готтард Барклай де Толли отвёз сына на воспитание в Санкт-Петербург к свояку (мужу сестры жены) — полковнику Новотроицкого кирасирского полка Георгу Вильгельму фон Вермелену. В семье дяди, который считал племянника за приёмного сына, он получил хорошее по тем временам домашнее образование: знал русский, немецкий и французский языки, арифметику и фортификацию, увлёкся военной историей. В семье Вермеленов ему привили трудолюбие, дисциплинированность, патриотизм и христианские духовные ценности.

### На военной службе

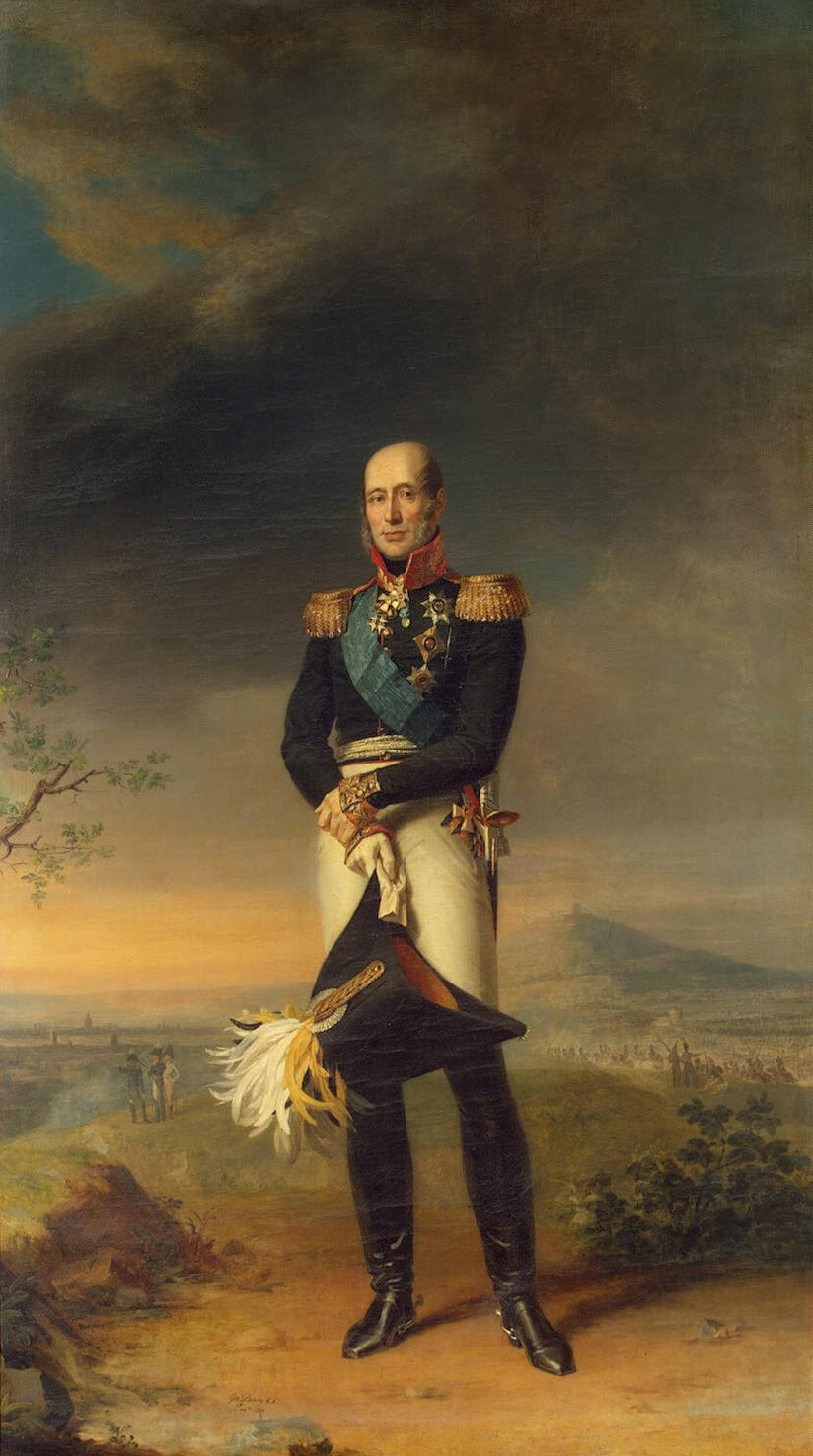
М. Б. Барклай де Толли
работы Джорджа Доу (1829). Военная галерея Зимнего Дворца, Государственный Эрмитаж (Санкт-Петербург)

Действительную службу начал в 1776 году в рядах Псковского карабинерного полка, 28 апреля (9 мая) 1778 года был произведён в корнеты и только в 1783 году — в следующий офицерский чин подпоручика и назначен адъютантом генерал-майора фон Паткуля. Незнатное происхождение Барклая сказалось в его продвижении по службе, ему понадобилось более двадцати лет, чтобы достигнуть чина полковника.
1 (12) января 1786 года переведён поручиком в Финляндский егерский корпус. 13 (24) января 1788 года назначен адъютантом к генерал-поручику принцу Ангальт-Бернбургскому с производством в капитаны. Участвовал в русско-турецкой войне 1787—1791 годов. Принимал участие в штурме Очакова, был награждён золотым Очаковским крестом на Георгиевской ленте; в скором времени получил орден Св. Владимира 4-й степени с бантом и был произведён в секунд-майоры с переводом в Изюмский легкоконный полк, с оставлением в звании дежурного майора при принце. В 1789 году отличился в битве под Каушанами (13 (24) сентября), при взятии Аккермана (28 сентября (9 октября)) и Бендер (3 (14) ноября).
В апреле 1790 года вместе с принцем Ангальт-Бернбургским переведён в Финляндскую армию, в рядах которой участвовал в русско-шведской войне 1788—1790 годов. 19 (30) апреля принц Ангальт-Бернбургский смертельно ранен при штурме Пардакоски; умирая, он передал Барклаю-де-Толли свою шпагу, с которой Михаил Богданович никогда не расставался. 1 (12) мая произведён в премьер-майоры с зачислением в Тобольский пехотный полк; до конца войны состоял при генерале Игельстроме. В конце 1791 года назначен батальонным командиром в Санкт-Петербургский гренадерский полк.
В 1794 году Барклай участвовал в военных действиях против польских повстанцев. Отличился при штурме Вильно, разгроме отряда Грабовского, штурме Праги. Награждён орденом Св. Георгия 4-й степени, произведён в чин подполковника с переводом в Эстляндский егерский корпус, командиром 1-го батальона.
С 17 (28) мая 1797 года Барклай де Толли командует батальоном в 4-м егерском полку. 7 (18) марта 1798 года, в чине полковника, назначен шефом этого полка, за отличное состояние которого 2 (13) марта 1799 года произведён в генерал-майоры.
Когда в 1805 году началась война с Францией, Барклай де Толли командовал бригадой в армии генерала Беннигсена и не успел к сражению под Аустерлицем. Следует возвращение в пределы России.
В войне с Наполеоном 1806—1807 годов командовал авангардом, а затем арьергардом армии Беннигсена. Отличился в сражениях при Пултуске и Прейсиш-Эйлау, в котором был тяжело ранен в правую руку с раздроблением кости и отправлен на лечение в Кёнигсберг, а затем Мемель. В Мемеле разработал план военных действий в случае вторжения армии Наполеона в Россию. Суть замысла заключалась в организации «искусного» отступления русской армии с тем, чтобы «заставить неприятеля удалиться от операционного базиса, утомить его мелкими предприятиями и завлечь вовнутрь страны, а затем с сохранёнными войсками и с помощью климата подготовить ему, хотя бы за Москвой, новую Полтаву». Далее «организовать преследование разгромленного врага, вытеснив его за пределы России, и поднять против него восстание в Европе». 6—7 (18—19) апреля 1807 года в Мемеле дважды встречался с императором Александром I. В ходе этих встреч Барклай доложил императору своё видение будущей войны с Наполеоном, впервые упомянув о возможности применения тактики «выжженной земли». За отличия в кампании получил ордена Св. Георгия 3-й степени, Св. Владимира 2-й степени и Св. Анны 1-й степени, чин генерал-лейтенанта и назначен командиром 6-й пехотной дивизии.
В мае 1808 года дивизия Барклая-де-Толли была преобразована в Отдельный экспедиционный корпус и направлена в Финляндию, где шла война со Швецией. 7 (19) июня корпус Барклая вступил в Куопио — главный город провинции Саволакс. В течение лета Барклай дважды отразил попытки шведов вернуть Куопио. В августе по болезни вернулся в Россию. В феврале 1809 года вернулся в Финляндскую армию и был назначен командовать Васским корпусом. 7—9 (19—21) марта Васский корпус совершил переход через Кваркен и, достигнув шведского берега, занял без боя город Умео, что заставило шведов вступить в переговоры. Затем боевые действия возобновились. 20 марта (1 апреля) 1809 года Михаил Богданович был произведён в генералы от инфантерии, 29 марта (10 апреля) назначен главнокомандующим Финляндской армией и генерал-губернатором новоприобретённой Финляндии. После заключения мира награждён орденом Св. Александра Невского. В 1809 году в Российской императорской армии насчитывался 61 генерал-лейтенант. В этом списке Барклай де Толли занимал 47-е место по старшинству производства. Когда государь пожаловал его в генералы от инфантерии, обойдёнными оказались 46 человек. Все они сочли себя незаслуженно обиженными, и тогда в высших армейских кругах начали возмущённо обсуждать «выскочку» Барклая, а некоторые даже в знак протеста подали прошение об отставке.

### В должности военного министра
Заслуги на посту генерал-губернатора Финляндии позволили Барклаю подняться ещё выше. С 20 января (1 февраля) 1810 года по 24 августа (5 сентября) 1812 года он занимает пост военного министра (одновременно с назначением военным министром он был введён в Сенат).
Добившись на то высочайшего указа, ввёл в русской армии корпусную организацию, что делало её в тех условиях более мобильной, манёвренной и лучше управляемой в мирное и военное время.
Под непосредственным руководством Барклая в кратчайший срок были разработаны «Уложения для управления большой действующей армии», главной идеей которых было единоначалие главнокомандующего действующей армией, который обладал на театре военных действий всей полнотой власти и подчинялся лишь императору. Кроме того, «Уложения» определяли права и обязанности высших начальников и штат полевого штаба. Также под руководством Барклая было разработано «Учреждение министерства военно-сухопутных сил», согласно которому министерство имело в своём составе семь департаментов (Артиллерийский, Инженерный, Инспекторский, Аудиторский, Комиссариатский, Провиантский, Медицинский), Военно-учёный комитет, Военно-топографическое депо, типографию и Особенную канцелярию, которая занималась разведкой и контрразведкой. Вводятся другие документы, регламентирующие жизнедеятельность армии: «Наставление пехотным офицерам в день сражения», «Общий опыт тактики», «Воинский устав пехотной дивизии», «Общие правила для артиллерии в полевом сражении», «Начертание на случай военных ополчений».
В преддверии войны с Францией численность русской армии была заметно увеличена, заблаговременно были подготовлены резервы. Был сформирован Московский лейб-гвардии полк. В приграничной полосе строились новые крепости, в частности, Динабургская и Бобруйская.
В 1810 году русская армия (полевые, крепостные и гарнизонные войска) состояла из 437 пехотных батальонов и 399 кавалерийских эскадронов. В 1811 году в её составе значилось уже 498 батальонов пехоты и 409 эскадронов кавалерии, не считая 97 гарнизонных батальонов. По состоянию на 1 января 1812 года в полевых войсках, то есть в рядах действующей армии, насчитывалось: в пехоте — 201 200 человек (215 батальонов), в регулярной кавалерии — 41 685 человек (41 полк), в артиллерии — 36 500 человек. К концу 1812 года численность сухопутных сил Российской империи была доведена до 975 тысяч человек, в том числе в полевых войсках было 815 тысяч человек, в гарнизонных — 60 тысяч человек и в иррегулярных — около 100 тысяч человек. Для увеличения численности вооружённых сил (армии) в предвоенный период по предложению военного министра было проведено несколько внеочередных рекрутских наборов. В 1811 году — один, из расчёта 4 рекрута с 500 «душ мужского пола». Эти рекруты направлялись в города Ярославль, Кострому, Владимир, Рязань, Тамбов и Воронеж. В каждом из них формировалось по два пехотных полка, составивших две дивизии. До начала войны они успели влиться в состав полевой действующей армии. В военном 1812 году было осуществлено три рекрутских набора в сухопутные войска. Под ружьё было поставлено более двух процентов дееспособного мужского населения российских деревень. Эти три набора 1812 года дали 1227 тысяч рекрутов. В том же году, кроме того, набиралось государственное ополчение численностью около 200 тысяч человек. Благодаря усилиям российского Военного министерства в рамках подготовки государства к войне с наполеоновской Французской империей и её союзниками в марте 1812 года в полевых войсках имелось: в пехоте — 6 гвардейских полков, 14 гренадерских, 96 пехотных, 50 егерских (лёгкой пехоты), 4 морских (морской пехоты); всего пехота насчитывала в своих рядах 365 тысяч человек (в это число входили 4 тысячи пионеров, или сапёров). В кавалерии — 6 гвардейских, 8 кирасирских, 36 драгунских, 5 уланских и 11 гусарских полков, при этом общая численность регулярной кавалерии составляла 76 тысяч человек; существовала ещё и более многочисленная иррегулярная лёгкая конница — казачья и национальных формирований (башкирских, калмыцких и других). Полевая артиллерия русской армии насчитывала 40 тысяч человек при 1620 орудиях (различных систем и калибров), из которых в 5 гвардейских артиллерийских ротах числилось 60 орудий, в полевых батарейных и лёгких артиллерийских ротах — по 648 орудий и в конно-артиллерийских ротах — 264 орудия.
В городах Новгороде, Твери, Трубчевске и Сосницах были созданы основные продовольственные базы для армии. Благодаря усилиям Провиантского департамента Военного министерства к началу войны удалось создать огромные запасы провианта: более 353 тысяч пудов муки, свыше 33 тысяч пудов различных круп и почти 469 тысяч пудов овса. Одновременно создавались запасы вооружения и боевых зарядов. Орудийное производство оказалось сконцентрированным на казённых литейных заводах, главным образом на Олонецком, Санкт-Петербургском и Луганском. На 28 казённых и 118 частных чугунолитейных заводах Урала были размещены дополнительные заказы на производство 293 тысяч пудов, или около 4 миллионов артиллерийских снарядов. В арсеналах Санкт-Петербурга, Москвы, Киева, а также на складах Тульского и Сестрорецкого оружейных заводов накапливалось огнестрельное и холодное оружие.
Из общей суммы расходов государственного бюджета на 1810 год, составлявшей 279 миллионов рублей, на военные цели было израсходовано 147,6 миллиона рублей. В следующем, 1811 году из общей суммы российского бюджета — 337,5 миллиона рублей — на военные нужды пошло 137 миллионов рублей. Общие расходы непосредственно на Отечественную войну 1812 года, по самым скромным подсчётам, составили 155 миллионов рублей.
Барклай заблаговременно составил два плана действий на случай войны с Наполеоном. Они носили как наступательный, так и оборонительный характер: первый предусматривал переход русской армии в наступление с целью скорейшего окружения французских войск в Пруссии и Варшавском герцогстве, а затем наступление через Германию на Францию; согласно второму русские войска, не ввязываясь в крупные сражения с наполеоновскими войсками, затягивали войну как можно дольше, заманивая противника вглубь опустошённого края.
Многогранная огромная работа Барклая-де-Толли на посту военного министра при подготовке к войне неоспорима, когда отдельные авторы пытались обвинить его в «бездеятельности», то даже склонные к преувеличению роли Кутузова отечественные историки отвергали такие обвинения.

### Отечественная война 1812 года

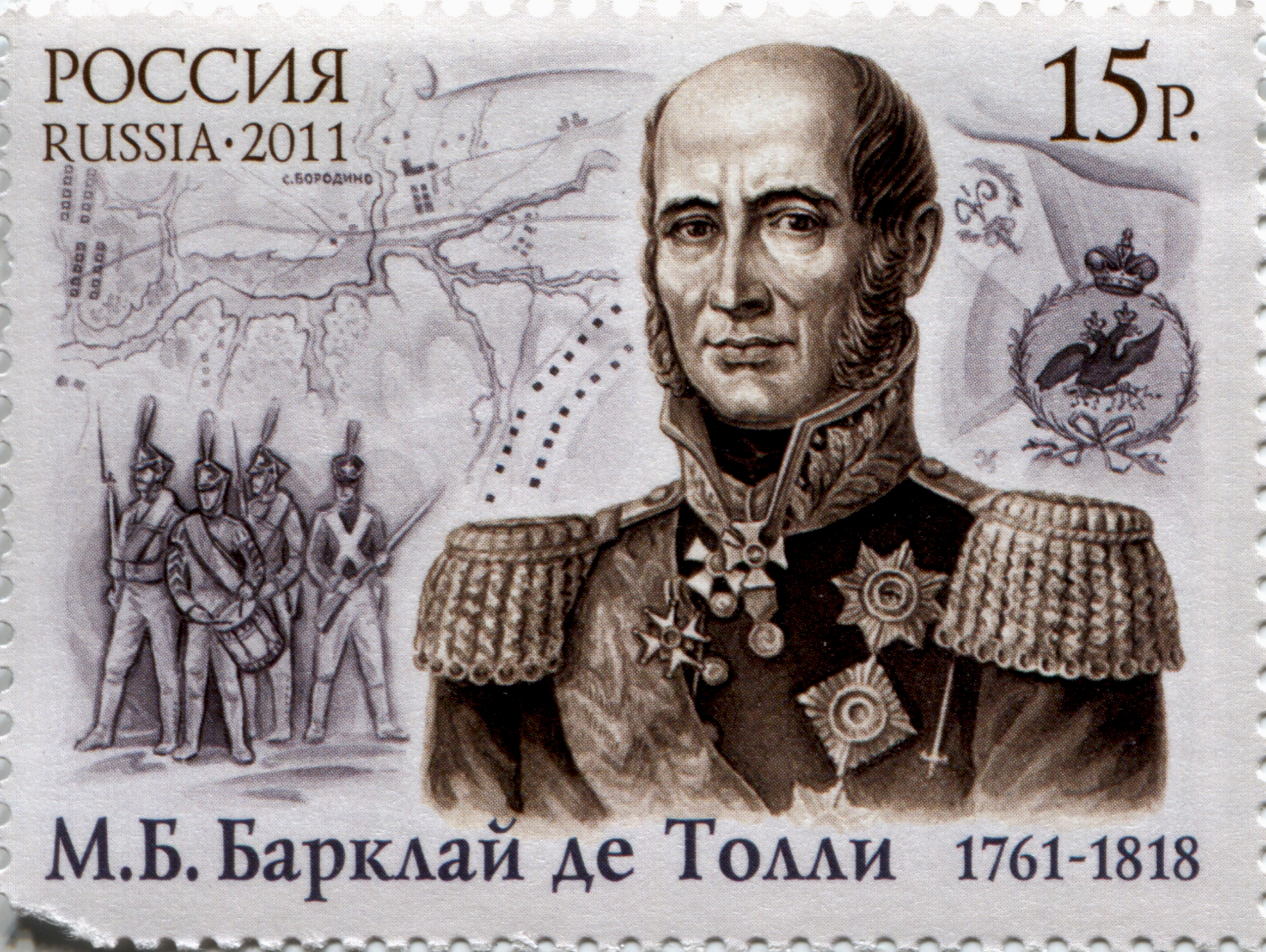
М. Б. Барклай де Толли. Почтовая марка, 2011

Оценка роли Барклая-де-Толли в войне 1812 года во многом определялась взглядами и влиянием при дворе «русской партии», видевшей в Барклае «немца» и требовавшей его смещения с поста главнокомандующего. Поместное дворянство было не в восторге от его «тактики выжженной земли», которую он вынужден был использовать в оборонительной войне с более сильной армией Наполеона.
С 31 марта (12 апреля) 1812 года Барклай де Толли командовал 1-й Западной армией, размещённой на границе Российской империи в Литве. Под натиском превосходящих сил вынужденно отступал, проводя арьергардные бои под Витебском и в Смоленске. 22 июля (3 августа) под Смоленском соединился со 2-й Западной армией П. И. Багратиона, который добровольно подчинился ему, но скоро стал открыто обвинять Барклая в неспособности руководить войсками. Как позднее Барклай написал в журнале действий 1-й армии про свои отношения с Багратионом:
«Я должен был льстить его самолюбию и уступать ему в разных случаях против собственного своего удостоверения, дабы произвести с большим успехом важнейшие предприятия».
Вероятно здесь, помимо природной горячности Багратиона, стремившегося к генеральному сражению с французской армией, сыграло роль и то, что Барклай де-факто исполнял обязанности главнокомандующего, не имея на то формально юридических оснований. Дело в том, что в случае, когда командующий или главнокомандующий в силу тех или иных причин отсутствовал (ранен, болен, убит, не назначен и т. д.), по Уставу его обязанности должен был исполнять старший в чине. В случае, если несколько офицеров (генералов) находились в одном чине, старшим считался тот, кому чин был присвоен раньше всех. Находясь в одинаковом чине генерала от инфантерии (2-й класс Табели), Барклай и Багратион имели разное старшинство — первый по старшинству уступал последнему. Оба получили чин весной 1809 года, причем одним и тем же императорским указом, но Багратион на 2 года дольше состоял в предыдущем чине генерал-лейтенанта, что и давало ему по существовавшим тогда правилам старшинство в чине полного генерала. В то же время Барклай де Толли до августа 1812 года занимал пост военного министра (был освобождён от него за два дня до Бородинского сражения), то есть был формально старше Багратиона по должности, однако, во-первых, министерская должность была административной, а не командно-строевой, во-вторых, всеобъемлющих полномочий главнокомандующего русской армией, которые были бы официально возложены на него императором (с 31 марта (12 апреля) по 7 (19) июля пребывал в главной квартире 1-й Западной армии), Барклай всё равно так и не получил. Ещё перед началом кампании Барклай советовал Александру I назначить главнокомандующего, но император не внял совету своего военного министра, предоставив ему право отдавать распоряжения от своего имени. В результате главнокомандующие всеми тремя армиями находились в равном статусе и например, вели переписку с императором напрямую, не ставя Барклая в известность о получаемых от него указаниях.
Отрицательно сказалось на руководстве войсками и наличие большого количества приближённых императора и августейших особ при главной квартире действующей армии, которые в переписке с последним зачастую необоснованно обвиняли Барклая во всех неудачах.
Вынужденное отступление вызвало недовольство в стране и армии. Характерным примером отношения в российском обществе к Барклаю являются слова в частном письме от 3 (15) сентября 1812 года:

«Барклай, ожидая отставки, поспешил сдать французам всё, что мог, и если бы имел время, то привёл бы Наполеона прямо в Москву. Да простит ему Бог, а мы долго не забудем его измены».

Сам же Барклай позже писал в воспоминаниях по поводу отступления:

«Я предаю строгому суду всех и каждого дела мои. Пусть укажут другие способы, кои возможно было бы употребить для спасения Отечества».

17 (29) августа 1812 года в командование всеми войсками вступил М. И. Кутузов. Барклай де Толли остался командующим 1-й Западной армией.
В Бородинском сражении он командовал правым крылом и центром русских войск, проявил большое мужество и искусство в управлении войсками. Когда раненого Багратиона перевязывали на поле боя, он передал адъютанту Барклая В. И. Левенштерну слова примирения с Барклаем, признания его стойкости, большой отваги и благородства:

«Скажите генералу Барклаю, что участь армии и её спасение зависят от него. До сих пор все идет хорошо. Да сохранит его Бог».

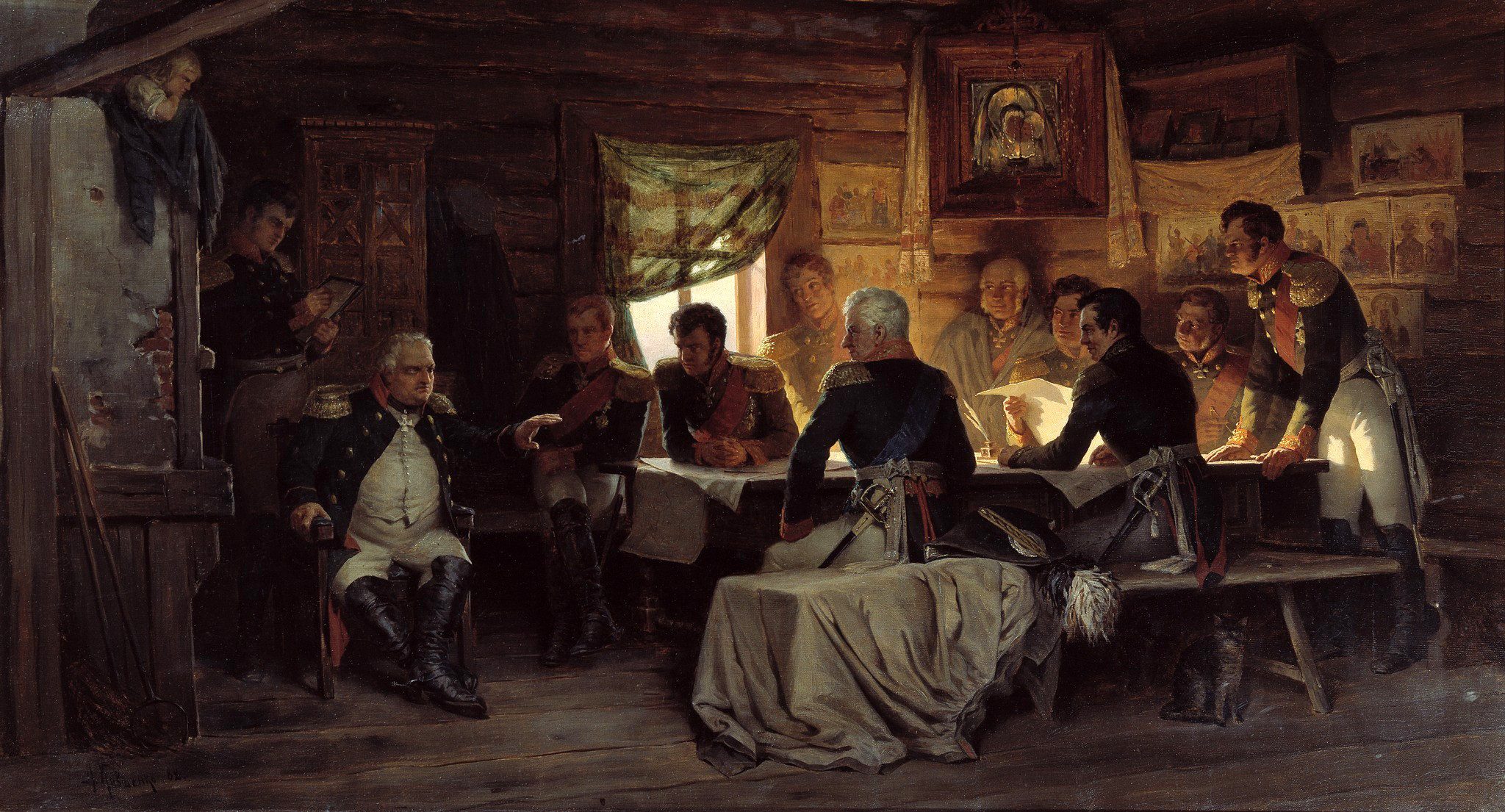
Военный совет в Филях. Картина Алексея Кившенко (Барклай де Толли сидит под иконой), 1880. Русский музей, Санкт-Петербург

Очевидцы утверждают, что генерал Барклай в этой битве намеренно подставлялся под огонь врага, не в силах выносить молчаливое осуждение армии и общества. До Бородина его войска отказывались приветствовать Барклая, считая его главным виновником поражений. Передают, что в день битвы под ним убито и ранено пять лошадей. Тем не менее он продолжал упорно отстаивать необходимость стратегического отступления, на военном совете в Филях высказался за оставление Москвы. В личном письме жене от 11 (23) сентября (то есть после оставления Москвы) он написал:

«Чем бы дело ни кончилось, я всегда буду убеждён, что я делал всё необходимое для сохранения государства, и если у его величества ещё есть армия, способная угрожать врагу разгромом, то это моя заслуга. После многочисленных кровопролитных сражений, которыми я на каждом шагу задерживал врага и нанёс ему ощутимые потери, я передал армию князю Кутузову, когда он принял командование в таком состоянии, что она могла помериться силами со сколь угодно мощным врагом. Я её передал ему в ту минуту, когда я был исполнен самой твёрдой решимости ожидать на превосходной позиции атаку врага, и я был уверен, что отобью её. …Если в Бородинском сражении армия не была полностью и окончательно разбита — это моя заслуга, и убеждение в этом будет служить мне утешением до последней минуты жизни».

В том же письме Барклай признался о тяжёлой моральной обстановке вокруг себя. У него не сложились отношения с главнокомандующим Кутузовым, человеком совсем другого склада характера и поведения. После реорганизации армии Кутузовым генерал Барклай оказался в двусмысленном положении. Сохраняя формально пост, фактически он был отстранён от управления войсками. 20 сентября (2 октября), получив отпуск, он отправился в Калугу, затем во Владимир, поздней осенью прибыл в своё имение Бекгоф в Лифляндии.
В ноябре 1812 года Барклай отправил в Петербург царю Александру I конфиденциальную мемуарно-историческую записку «Изображение военных действий 1-й армии», в которой изложил своё видение войны и причины отступления. В ответ он получил исполненное расположения письмо российского императора, в котором Александр признал правильность действий Барклая на посту командующего 1-й армией. Но Барклай надеялся и на публичную реабилитацию в глазах общественного мнения и выехал в Петербург, чтобы добиться личной аудиенции у Александра I. Но уже 7 (19) декабря император отбыл в Вильно, и ожидаемой встречи не произошло. 12 декабря, в день рождения императора, Барклай прибыл в Зимний дворец, однако собравшиеся придворные оказали ему ледяной приём. Лишь после того как к Барклаю подошла императрица Елизавета Алексеевна и высказала ему своё сочувствие, присутствовавшие окружили генерала, выражая свою симпатию. Тем же днём Барклай получил письмо Александра I, в котором тот убеждал его вернуться в армию. Получив это письмо, Барклай выехал в своё лифляндское имение. Здесь он в течение месяца болел, а немного поправившись, выехал в Вильно. В октябре 1812 — апреле 1813 годов он составил целую серию военно-публицистических записок о начальном периоде войны, однако царь неизменно отклонял настояния Барклая напечатать их в правительственной прессе.
Все российские историки признают, что принципиальная стратегическая линия, намеченная Барклаем на начальном этапе Отечественной войны, не была изменена Кутузовым, и преемственность в командовании была сохранена.

### После Отечественной войны

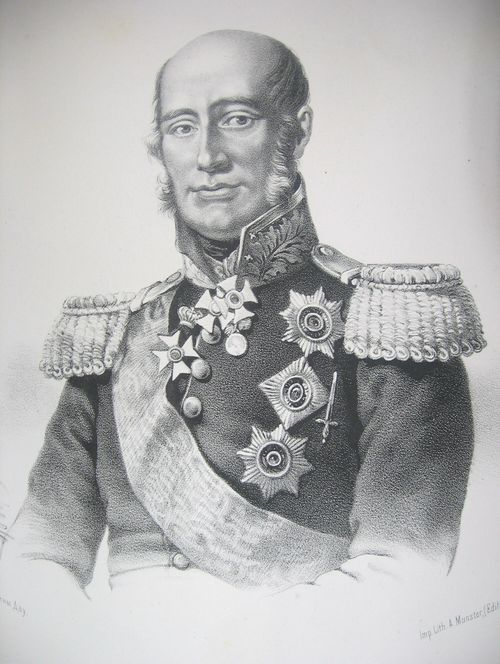
Рисунок Бореля П. Ф. с портрета Доу

С 23 января (4 февраля) 1813 года — командующий 3-й армией в Заграничном походе русской армии. После отставки прежнего командующего союзными силами Витгенштейна принял 17 (29) мая 1813 года командование объединённой русско-прусской армией как раз накануне временного перемирия с Наполеоном. После окончания перемирия эта армия вошла в состав Богемской армии союзников под командованием австрийского фельдмаршала Шварценберга.
Барклай успешно руководил войсками в сражениях под Торном, Кульмом, Лейпцигом, Парижем. Именным Высочайшим указом от 29 декабря 1813 (10 января 1814) года генерал от инфантерии Михаил Богданович Барклай де Толли возведён с нисходящим его потомством в графское Российской империи достоинство. 18 (30) марта 1814 года получил фельдмаршальский жезл. В юности Барклай долго добивался нижних офицерских чинов, но всего за 7 лет проделал стремительный путь из генерал-майоров в фельдмаршалы. 29 марта (10 апреля) 1814 года Наполеон отрёкся от трона, война завершилась. После подписания Парижского мирного договора Барклай де Толли сопровождал императора Александра I в Лондон. В знак уважения за боевые заслуги получил в награду от муниципалитета Лондона специальную почётную саблю ювелирной работы.
В октябре по возвращении в Россию был назначен главнокомандующим 1-й армией, расквартированной в Польше.
Весной 1815 года Наполеон триумфально вернулся к власти. В апреле Барклай снова повёл армию в Европу, вступив в июне 1815 года в пределы Франции, но не успел принять участия в больших сражениях из-за скорого разгрома Наполеона под Ватерлоо. 22 июня (4 июля) 1815 года Париж капитулировал. Прусские и английские войска вошли в сданный без боя город. Русские 3-я гренадерская и 2-я кирасирская дивизии вступили в Париж 29 июля (10 августа), а Главная квартира армии Барклая-де-Толли и почти все его войска были расквартированы в Шампани. 29 августа (10 сентября) 1815 года Барклай провёл смотр русской армии в пригороде Парижа Вертю, в котором принимали участие 150 554 человека и 940 орудий. На праздник прибыли союзные монархи и командующие союзных армий, присутствовали тысячи зрителей. Когда войска двинулись церемониальным маршем мимо почётных трибун, во главе их стал сам Александр I. Парад закончился салютом изо всех орудий. Именным Высочайшим указом, от 30 августа (11 сентября) 1815 года, генерал-фельдмаршал граф Барклай де Толли был возведён с нисходящим его потомством в княжеское Российской империи достоинство. От союзников на князя Барклая пролился дождь из наград и орденов. В октябре Барклай вместе с императором покинул Францию и вернулся в Варшаву. В декабре император пригласил князя Барклая-де-Толли приехать в Петербург, где фельдмаршалу была устроена триумфальная встреча с почётным караулом и торжественным приёмом у императора.
После окончания Наполеоновских войн Барклай де Толли продолжал командовать 1-й армией, штаб которой был переведён в Могилёв. Осенью 1817 года сопровождал Александра I в путешествии по стране, предпринятом с инспекционными целями. Используя накопленный военный опыт, фельдмаршал издал «Правила рассыпного строя, или Наставления о рассеянном действии пехоты для егерских полков и застрельщиков всей пехоты», позднее дополненное разделом «Об употреблении стрелков в линейных учениях». Впоследствии эти правила получили широкое распространение в русской армии. Однако князь вносил новое не только в тактику боя: одним из немногих он открыто выступал против создания военных поселений, предлагая отслуживших срок солдат наделять землёй и зачислять в «Вольные хлебопашцы».

### Смерть
В начале 1818 года Барклай испросил позволения отправиться в Германию для лечения на минеральных водах, но, не доехав до места, скончался 14 (26) мая в возрасте 56 лет на мызе Штилитцен (Жиляйтшен, ныне посёлок Нагорное, Черняховский район, Калининградская область, Россия) в 6 верстах от города Инстербург (ныне Черняховск).
Прусский король Фридрих Вильгельм III выслал в Штилицен почётный караул, который сопровождал траурный кортеж до русской границы, где гроб с телом полководца встретил почётный караул во главе с генералом И. И. Дибичем. 30 мая (11 июня) тело было доставлено в Ригу, где состоялась торжественная траурная церемония. Во дворе собора Св. Иакова (по другим сведениям, собора Петра и Павла) состоялось отпевание и отдание воинских почестей в присутствии священнослужителей всех конфессий и гражданской администрации города во главе с генерал-губернатором маркизом Ф. О. Паулуччи, а также военного гарнизона.
Сердце полководца было захоронено на месте смерти, а забальзамированный прах был доставлен в фамильное имение Бекхоф (Лифляндская губерния), в полутора километрах к северу от деревни Йыгевесте, и захоронен в семейной усыпальнице (единственном в Эстонии мавзолее, ), где и по сей день покоится рядом с саркофагом супруги. Рядом с мавзолеем находятся могилы сына и его супруги.
Во время Второй мировой войны мавзолей Барклая-де-Толли был разграблен, плита саркофага была сорвана, а прах осквернён похитителями, искавшими ордена на его погребальном мундире.
- 1767 год — записан гефрейт-капралом в Новотроицкий кирасирский полк.
- 13 (24) декабря 1769 года — произведён в вахмистры.
- 1776 год — вступил в действительную службу в Псковский карабинерный полк.
- 28 апреля (9 мая) 1778 года — получил первый офицерский чин — корнета.
- 1783 год — в чине подпоручика назначен адъютантом генерал-майора фон Паткуля.
- 1 (12) января 1786 года — переведён поручиком в Финляндский егерский корпус в 1-й батальон.
- 13 (24) января 1788 года — в чине капитана назначен старшим адъютантом генерал-поручика принца Ангальт-Бернбургского.
- 1788 год — произведён в секунд-майоры за отличие против турок, с переводом в Изюмский легкоконный полк, с оставлением в звании дежурного майора при принце Ангальт-Бернбургском.
- 1 (12) мая 1790 года — произведён в премьер-майоры с зачислением в Тобольский пехотный полк.
- Конец 1791 года — назначен батальонным командиром в Санкт-Петербургский гренадерский полк.
- 16 (27) сентября 1794 года — произведён в чин подполковника с переводом в Эстляндский егерский корпус, командиром 1-го батальона.
- 17 (28) мая 1797 года — командует батальоном в 4-м егерском полку.
- 7 (18) марта 1798 года — в чине полковника назначен шефом 4-го егерского полка.
- 2 (13) марта 1799 года — произведён в генерал-майоры.
- 9 (21) апреля 1807 года — произведён в генерал-лейтенанты и назначен начальником 6-й пехотной дивизии.
- 20 марта (1 апреля) 1809 года — пожалован чином генерала от инфантерии.
- 29 мая (10 апреля) 1809 года — назначен главнокомандующим Финляндской армией и генерал-губернатором Финляндии.
- 20 января (1 февраля) 1810 года — назначен членом Государственного совета и военным министром (до 24 августа (5 сентября) 1812 года).
- 31 марта (12 апреля) 1812 года — назначен командующим 1-й Западной армией.
- 16 (28) сентября 1812 года — назначен командующим Главной армией (до 20 сентября (2 октября) 1812 года).
- 23 января (4 февраля) 1813 года — назначен командующим 3-й Западной армией.
- 17 (29) мая 1813 года — назначен главнокомандующим всех действующих российских и прусских войск.
- 29 декабря 1813 (10 января 1814) года — возведён, с нисходящим его потомством, в графское Российской империи достоинство.
- 18 (30) марта 1814 года — произведён в генерал-фельдмаршалы.
- октябрь 1814 года — назначен главнокомандующим 1-й армией.
- 30 августа (11 сентября) 1815 года — возведён, с нисходящим его потомством, в княжеское Российской империи достоинство.

В походах был:
- 1788 год — в Бессарабии, при осаде и взятии штурмом г. Очакова;
- 1789 год — в Бессарабии и Молдавии, 13 сентября, при разбитии неприятеля под Каушанами и при взятии городов Аккермана и Бендер;
- 1790 год — в Финляндии, 19 апреля, при атаке неприятельских ретраншаментов при Пардакоски и в разных других сражениях;
- 1792 и 1793 годы — в Польше;
- 1794 год — в Польше, 31 июля, в деле под Вильной и во многих других сражениях;
- 1805 год — в Австрии;
- 1806 год — в Пруссии, где, составляя передовой отряд для обороны берега р. Вислы, находился почти в ежедневных с неприятелем перестрелках; в продолжении этой кампании, командуя авнгардом, был в сражениях: 29 ноября, при Помихове, при поражении неприятеля, 11 и 12 декабря, при с. Колозомбе, при отражении многочисленного неприятельского корпуса, 14 декабря, в кровопролитном сражении при Пултуске, командуя первой линией войск правого фланга;
- 1807 год — с отрядом, вверенным ему, составляя арьергард, вступил в Старую Пруссию, где командуя центром авангарда, был в делах: 21 января при Алленштейне, 22 и 23 — при Янкове, 26 — при Ландсберге, 26 — в знаменитом сражении при Прейсиш-Эйлау, где ранен пулей в правую руку выше локтя, с раздроблением кости; с начала сей кампании до получении раны, командуя в сражениях авангардом, был в почти ежедневных стычках;
- 1808 год — вступив с вверенным ему корпусом войск в новоприобретённую Финляндию, был в сражениях с шведскими войсками: 31 мая, 1 и 2 июня, у кирки Иокос, при разбитии неприятеля и завладении его укреплением, 19 — у г. Куопио, при совершенном разбитии сделанного неприятелем десанта;
- 1809 год — прошёл с корпусом, ему вверенным, по Ботническому проливу, через Кваркен;
- 1812 год — командуя 1-й Западной армией, был: 13 и 14 июля в сражении под Витебском; 4, 5 и 6 августа в жестоком сражении под Смоленском; 7 августа под Заболотьем; 24 и 26 — в достопамятном и кровопролитном сражении при с. Бородино;
- 1813 год — при осаде и овладении кр. Торном; 7 мая при разбитии неприятеля по Кенигсвартом; 8 и 9 мая в сражении под Бауценом; 14 и 15 августа в сражении под Дрезденом; 18 — при поражении неприятеля под Кульмом; 4, 5 и 6 сентября в разных сражениях под Кульмом, Ноллендорфом и Пирной; 2, 4, 5, 6 и 7 октября в главной битве под Лейпцигом;
- 1814 год — во Франции, в сражениях: 20 января при Бриенн-Лешато и с. Ларотьере; 9 марта при Арсис-сюр-Об; 13 марта при Фершампенуазе; 18 марта при сражении под Парижем и овладении этой столицей;
- 1815 год — совершил с армией поход во Францию вторично.

## В отзывах современников
У русского Царя в чертогах есть палата:

Она не золотом, не бархатом богата;

Не в ней алмаз венца хранится за стеклом;

Но сверху донизу, во всю длину, кругом,

Своею кистию свободной и широкой

Её разрисовал художник быстроокой.

Тут нет ни сельских нимф, ни девственных мадонн,

Ни фавнов с чашами, ни полногрудых жён,

Ни плясок, ни охот, — а все плащи, да шпаги,

Да лица, полные воинственной отваги.

Толпою тесною художник поместил

Сюда начальников народных наших сил,

Покрытых славою чудесного похода

И вечной памятью двенадцатого года.

Нередко медленно меж ими я брожу

И на знакомые их образы гляжу,

И, мнится, слышу их воинственные клики.

Из них уж многих нет; другие, коих лики

Ещё так молоды на ярком полотне,

Уже состарились и никнут в тишине

Главою лавровой…

 Но в сей толпе суровой

Один меня влечёт всех больше. С думой новой

Всегда остановлюсь пред ним — и не свожу

С него моих очей. Чем долее гляжу,

Тем более томим я грустию тяжёлой.

Он писан во весь рост. Чело, как череп голый,

Высоко лоснится, и, мнится, залегла

Там грусть великая. Кругом — густая мгла;

За ним — военный стан. Спокойный и угрюмый,

Он, кажется, глядит с презрительною думой.

Свою ли точно мысль художник обнажил,

Когда он таковым его изобразил,

Или невольное то было вдохновенье, —

Но Доу дал ему такое выраженье.

О вождь несчастливый! суров был жребий твой:

Всё в жертву ты принёс земле тебе чужой.

Непроницаемый для взгляда черни дикой,

В молчанье шел один ты с мыслию великой,

И, в имени твоём звук чуждый невзлюбя,

Своими криками преследуя тебя,

Народ, таинственно спасаемый тобою,

Ругался над твоей священной сединою.

И тот, чей острый ум тебя и постигал,

В угоду им тебя лукаво порицал…

И долго, укреплён могущим убежденьем,

Ты был неколебим пред общим заблужденьем;

И на полупути был должен наконец

Безмолвно уступить и лавровый венец,

И власть, и замысел, обдуманный глубоко, —

И в полковых рядах сокрыться одиноко.

Там, устарелый вождь! как ратник молодой,

Свинца весёлый свист заслышавший впервой,

Бросался ты в огонь, ища желанной смерти, —

Вотще! —

. . . . . . . . . . . . . . . . . . . . .

. . . . . . . . . . . . . . . . . . . . .

О люди! жалкий род, достойный слез и смеха!

Жрецы минутного, поклонники успеха!

Как часто мимо вас проходит человек,

Над кем ругается слепой и буйный век,

Но чей высокий лик в грядущем поколенье

Поэта приведет в восторг и в умиленье!
Генерал Ермолов оставил такой отзыв о Барклае, своём непосредственном начальнике: 
Барклая де Толли долгое время невидная служба, скрывая в неизвестности, подчиняла порядку постепенного возвышения, стесняла надежды, смиряла честолюбие. Не принадлежа превосходством дарований к числу людей необыкновенных, он излишне скромно ценил хорошие свои способности и потому не имел к самому себе доверия, могущего открыть пути, от обыкновенного порядка не зависящие…

Неловкий у двора, не расположил к себе людей, близких государю; холодностию в обращении не снискал приязни равных, ни приверженности подчинённых…

Барклай де Толли до возвышения в чины имел состояние весьма ограниченное, скорее даже скудное, должен был смирять желания, стеснять потребности. Такое состояние, конечно, не препятствует стремлению души благородной, не погашает ума высокие дарования; но бедность однако же даёт способы явить их в приличнейшем виде… Семейная жизнь его не наполняла всего времени уединения: жена немолода, не обладает прелестями, которые могут долго удерживать в некотором очаровании, все другие чувства покоряя. Дети в младенчестве, хозяйства военный человек не имеет! Свободное время он употребил на полезные занятия, обогатил себя познаниями. По свойствам воздержан во всех отношениях, по состоянию неприхотлив, по привычке без ропота сносит недостатки. Ума образованного, положительного, терпелив в трудах, заботлив о вверенном ему деле; нетверд в намерениях, робок в ответственности; равнодушен в опасности, недоступен страху. Свойств души добрых, не чуждый снисходительности; внимателен к трудам других, но более людей, к нему приближённых… Осторожен в обращении с подчинёнными, не допускает свободного и непринуждённого их обхождения, принимая его за несоблюдение чинопочитания. Боязлив пред государем, лишён дара объясняться. Боится потерять милости его, недавно пользуясь ими, свыше ожидания воспользовавшись.

Словом, Барклай де Толли имеет недостатки, с большею частию людей неразлучные, достоинства же и способности, украшающие в настоящее время весьма немногих из знаменитейших наших генералов.
Генерал И. Ф. Паскевич характеризовал деятельность Барклая-де-Толли в период после окончания Наполеоновских войн следующим образом:
После 1815 года этот самый фельдмаршал Барклай де-Толли, который знал войну, подчиняясь требованиям Аракчеева, стал требовать красоту фронта, доходящую до акробатства, преследовал старых солдат и офицеров, которые к сему уже способны не были, забыв, что они еще недавно оказывали чудеса храбрости, спасли и возвеличили Россию… Что сказать нам, генералам дивизий, когда фельдмаршал свою высокую фигуру нагинает до земли, чтобы ровнять носки гренадер? И какую потом глупость нельзя ожидать от армейского майора?
Хотя в пору отступления на начальном этапе Отечественной войны некоторые современники рассматривали Барклая едва ли не как предателя, позднее они оценили его заслуги. А. С. Пушкин удостоил его стихотворением «Полководец», а также оставил такие строчки в 10-й главе «Евгения Онегина»:

Гроза двенадцатого года

Настала — кто тут нам помог?

Остервенение народа,

Барклай, зима иль русский бог?

В Санкт-Петербурге, на Невском проспекте, в сквере перед Казанским собором, стоят памятники Кутузову и Барклаю-де-Толли. Оба монумента работы скульптора Б. И. Орловского были торжественно открыты 25 декабря 1837 года (6 января 1838 года), в день празднования двадцать пятой годовщины изгнания французов из России.
Посетив мастерскую скульптора в марте 1836 года, Пушкин увидел изваяния обоих полководцев и ещё раз высказал свой взгляд на их роль в Отечественной войне выразительной строчкой стихотворения «Художнику»:
Здесь зачинатель Барклай, а здесь совершитель Кутузов.
В 4-м номере своего «Современника» (ноябрь 1836) Пушкин, подвергнувшись критике за стихотворение «Полководец», помещает статью «Объяснение»:

Слава Кутузова неразрывно соединена со славою России, с памятью о величайшем событии новейшей истории. Его титло: спаситель России; его памятник: скала святой Елены! Имя его не только священно для нас, но не должны ли мы ещё радоваться, мы, русские, что оно звучит русским звуком?
И мог ли Барклай де Толли совершить им начатое поприще? Мог ли он остановиться и предложить сражение у курганов Бородина? Мог ли он после ужасной битвы, где равен был неравный спор, отдать Москву Наполеону и стать в бездействии на равнинах Тарутинских? Нет! (Не говорю уже о превосходстве военного гения). Один Кутузов мог предложить Бородинское сражение; один Кутузов мог отдать Москву неприятелю, один Кутузов мог оставаться в этом мудром, деятельном бездействии, усыпляя Наполеона на пожарище Москвы, и выжидая роковой минуты: ибо Кутузов один облечён был в народную доверенность, которую так чудно он оправдал!

Неужели должны мы быть неблагодарны к заслугам Барклая-де-Толли, потому что Кутузов велик? — Современник, литературный журнал А. С. Пушкина. 1836—1837.. — М.: Советская Россия, 1988. — С. 308.

## Брак и дети
Супруга — Елена Августа Элеонора фон Смиттен (1770—1828), приходилась ему двоюродной сестрой. Они поженились 22 августа (2 сентября) 1791 года. За время супружества родилось несколько детей, но выжил лишь один сын — Эрнст Магнус Август (1798—1871), полковник и флигель-адъютант. Был женат первым браком на фрейлине двора баронессе Леокадии фон Кампенгаузен (1807—1852), а вторым браком — на баронессе Александре фон Тизенгаузен (урожденной фон Крамер, 1814—1866), скончался бездетным.

## Награды
Михаил Богданович Барклай де Толли стал вторым из 4 полных Георгиевских кавалеров за всю историю ордена. Наряду с ним в те годы полным кавалером был только М. И. Кутузов.
Российские:
- Орден Святого Георгия 1-го класса (19[31].08.1813, № 11) — «За поражение французов в сражении при Кульме 18 августа 1813 года»
- Орден Святого Георгия 2-го класса, большой крест (21.10[02.11].1812, № 44) — «За участие в сражении при Бородине 26-го августа 1812 года»
- Орден Святого Георгия 3-го класса (08[20].01.1807, № 139) — «В воздаяние отличной храбрости и мужества, оказанных в сражении против французских войск 14-го декабря при Пултуске, где, командуя авангардом впереди праваго фланга, с особенным искусством и благоразумием удерживал неприятеля во все время сражения и опрокинул онаго»
- Орден Святого Георгия 4-го класса (16[27].09.1794, № 547) — «За отличную храбрость, оказанную против польских мятежников при овладении укреплениями и самим гор. Вильною»
- Крест «За взятие Очакова» (07[18].12.1788)
- Орден Святого Владимира 4-й степени с бантом (07[18].12.1788)
- Орден Святого Владимира 2-й степени (09[21].04.1807)
- Орден Святой Анны 1-й степени (07[19].03.1807)
- Крест «За победу при Прейсиш-Эйлау» (1807)[35]
- Орден Святого Александра Невского (09[21].09.1809)
- Орден Святого Владимира 1-й степени (15[27].09.1811)
- Алмазные знаки к ордену Святого Александра Невского (09([21]).05.1813)
- Орден Святого апостола Андрея Первозванного (07[19].09.1813)
- Золотая шпага с алмазами и лаврами с надписью «за 20 января 1814 г.» (20.01.1814)

Иностранные:
- Орден Красного орла (Пруссия, 09[21].04.1807)
- Орден Чёрного орла (Пруссия, 17[29].05.1813)
- Военный орден Марии Терезии, командор (Австрия, 19[31].08.1813)
- Орден Меча 1-го класса (Швеция, 08[20].02.1814)
- Орден Почётного легиона, большой крест (Франция, 30.08[11.09].1815)
- Орден Святого Людовика 1-й степени (Франция, 1816)
- Орден Бани, рыцарь большого креста (Великобритания, 30.08[11.09].1815)
- Шпага, украшенная алмазами, от муниципалитета Лондона (Великобритания, 1814)
- Военный орден Вильгельма 1-й степени (Нидерланды, 30.08[11.09].1815)
- Военный орден Святого Генриха 1-й степени (Саксония, 30.08[11.09].1815)

## Память о Барклае-де-Толли
- В 1823 году вдова Барклая-де-Толли построила в Йыгевесте (ныне в Эстонии) мавзолей, который сохранился до наших дней. Автором проекта мавзолея, построенного в классическом стиле, выступил петербургский архитектор Аполлон Щедрин.
- Несвижский 4-й гренадерский полк (в то время 2-й, затем 1-й гренадерский егерский, гренадерский карабинерный полк) 14 февраля 1833 года наименован карабинерный Генерала-Фельдмаршала Князя Барклая-де-Толли полк. С 1857 года — Несвижский 4-й гренадерский генерал-фельдмаршала князя Барклая-де-Толли полк.
- Бюст Барклаю-де-Толли установлен в зале славы (Вальхалле) в Германии.
- Портрет Барклая-де-Толли работы Доу относится, как и портрет Кутузова, к числу лучших произведений художника.
- В Великом Новгороде на Памятнике «1000-летие России» среди 129 фигур самых выдающихся личностей в российской истории (на 1862 год) есть и фигура Михаила Барклая-де-Толли.
- 4 мая 1999 года в честь Михаила Барклая-де-Толли астероиду, открытому 8 сентября 1981 года Людмилой Журавлёвой в Крымской астрофизической обсерватории, присвоено наименование 4524 Barklajdetolli[36][37].
- В 2012 году к двухсотлетнему юбилею Бородинского сражения 1812 года в Российской Федерации выпущена коллекция монет номинальной стоимости 2 рубля, на одной из них изображён Михаил Барклай де Толли.

### Памятники Барклаю де Толли
- Памятник Барклаю-де-Толли установлен на его могиле (в мавзолее) в деревне Йыгевесте, Эстония (сохранился, мавзолей —  памятник архитектуры, авторы Василий Демут-Малиновский и Аполлон Щедрин[30]).
- Памятник Барклаю-де-Толли сооружён в Санкт-Петербурге на Казанской площади (сохранился).
- Памятник работы З. Азгура Барклаю-де-Толли был установлен в 1947 году Москве у «Кутузовской избы» (сохранился), являвшейся в то время филиалом Бородинского музея.
- Памятник фельдмаршалу установлен в Тарту, Эстония (сохранился,  исторический памятник и памятник искусства, проект В. И. Демут-Малиновского, архитектурная часть — А. Ф. Щедрин)[38]).
- В 1913 году в честь празднования столетней годовщины победы в Отечественной войне 1812 года памятник Барклаю-де-Толли был установлен в Риге. В начале Первой мировой войны памятник в 1915 году был эвакуирован, а затем утерян (сохранился лишь постамент). Восстановлен в 2002 г. (по инициативе и на средства Евгения Гомберга). В ночь на 31 октября 2024 г. демонтирован как "символ русского империализма"[39], причем одновременно снесён и исторический постамент 1913 г.
- В Черняховске Калининградской области на центральной площади города в 2007 году установлена конная статуя полководца.
- Памятник генерал-фельдмаршалу князю Михаилу Богдановичу Барклаю-де-Толли был установлен на территории Восточной Пруссии в Гесветене (ныне посёлок Нагорное Черняховского района Калининградской области) в 1821 году на средства короля Пруссии Фридриха Вильгельма III (сохранился). По легенде, на месте, где был установлен четырёхметровый памятник, было захоронено сердце полководца.
- Бюст Барклаю де Толли установлен в сквере Памяти Героев в Смоленске.
- В мае 2017 года на территории Бендерской крепости был открыт бюст[40].
- К 205-й годовщине вступления русских войск в Париж и 180-летию Бородинского музея, в главной экспозиции открылась выставка «Полководец. Михаил Богданович Барклай де Толли». Главным экспонатом выставки стало художественное полотно современного художника-баталиста Александра Аверьянова, которое он назвал «Генерал от инфантерии М. Б. Барклай де Толли в сражении при Бородино».

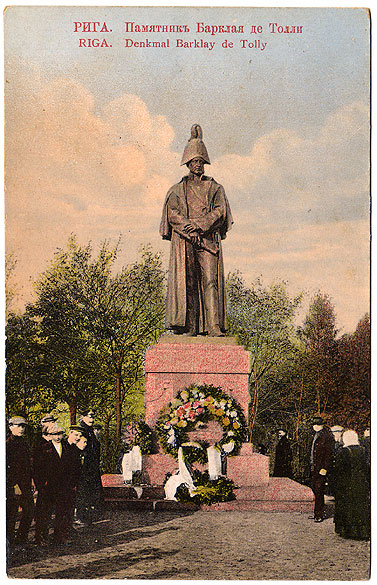
Памятник в Риге. Открытка 1913—1915
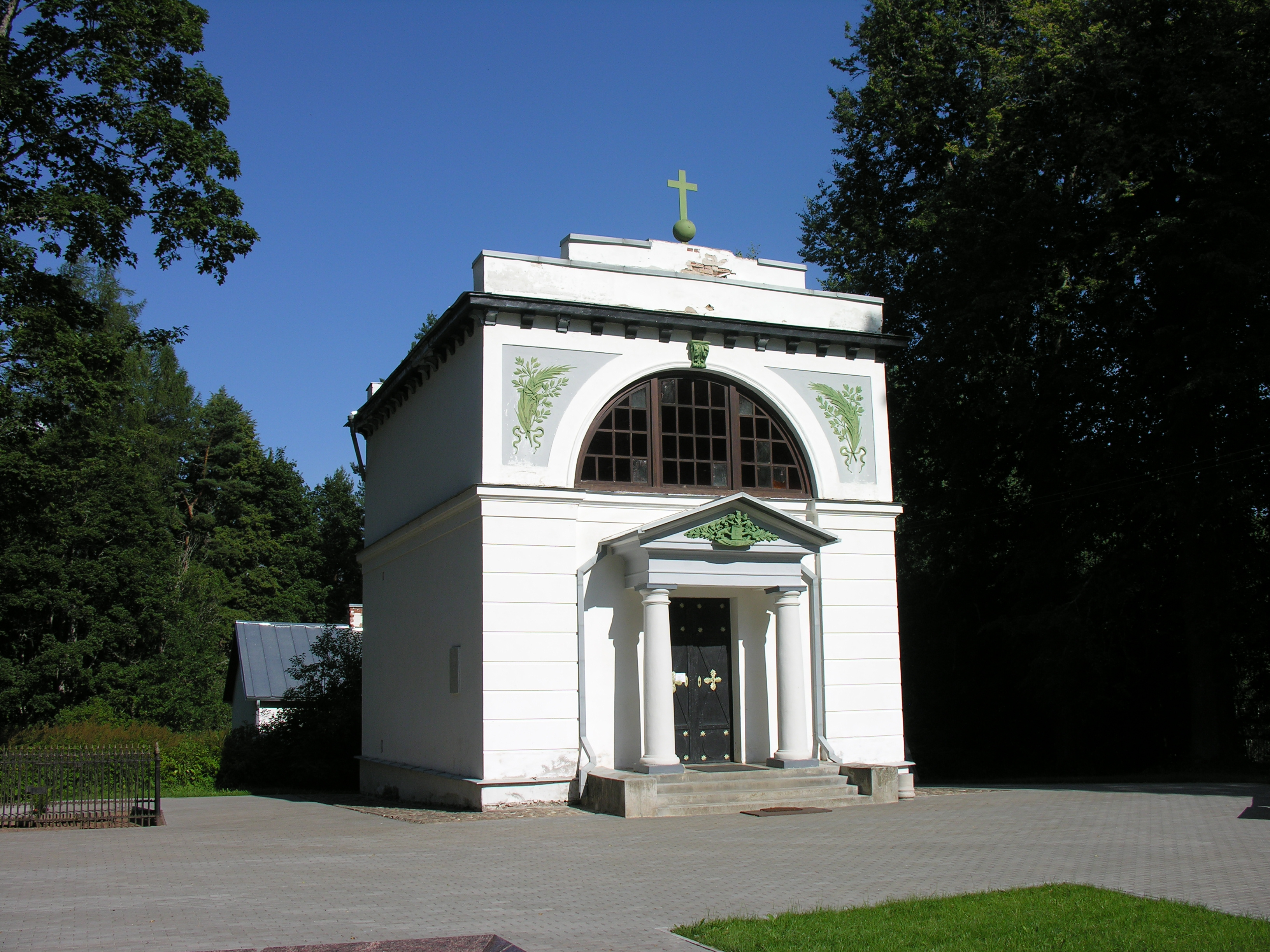
Мавзолей Барклая де Толли в Эстонии
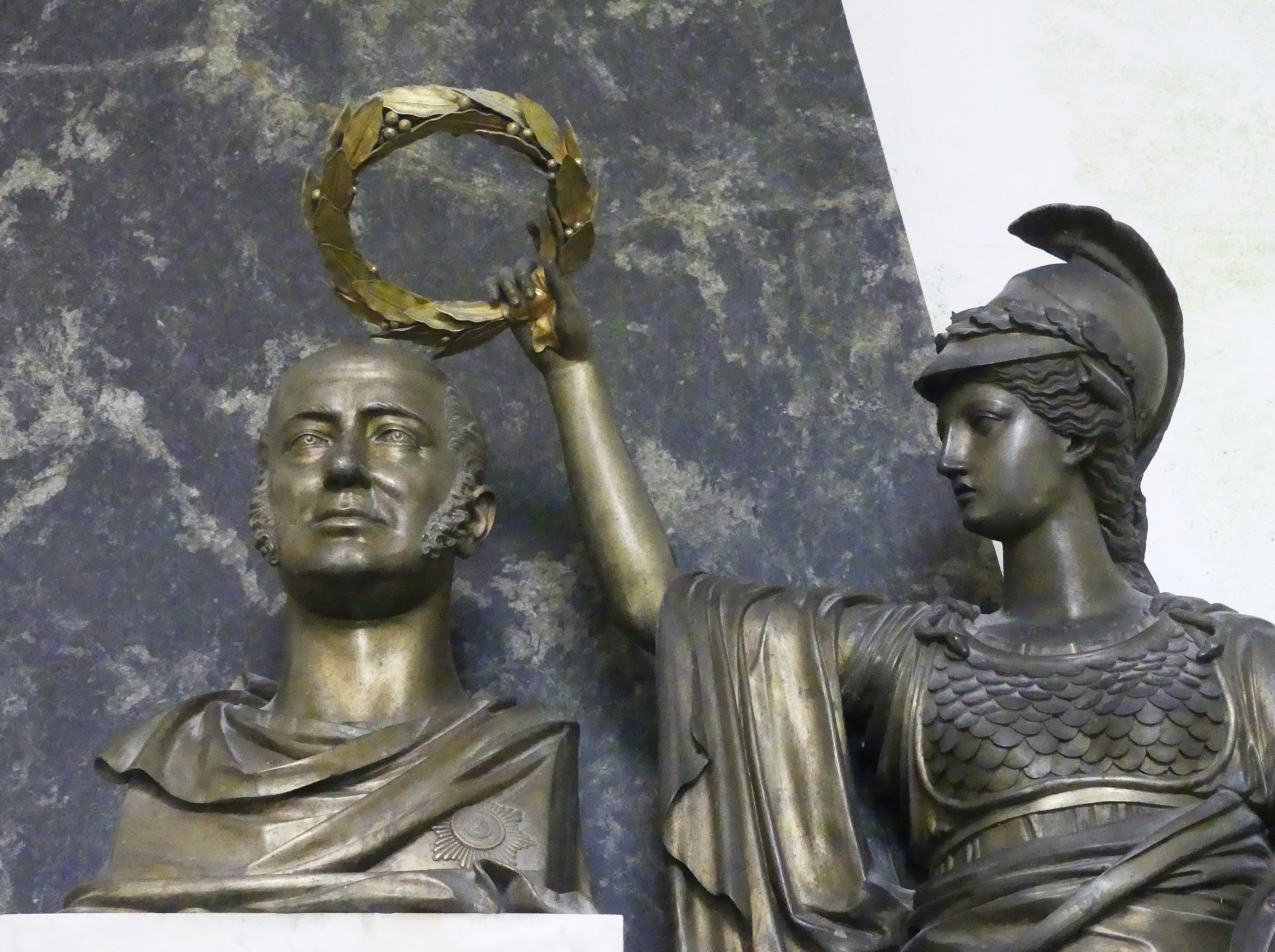
Памятник в мавзолее Барклая де Толли, Эстония
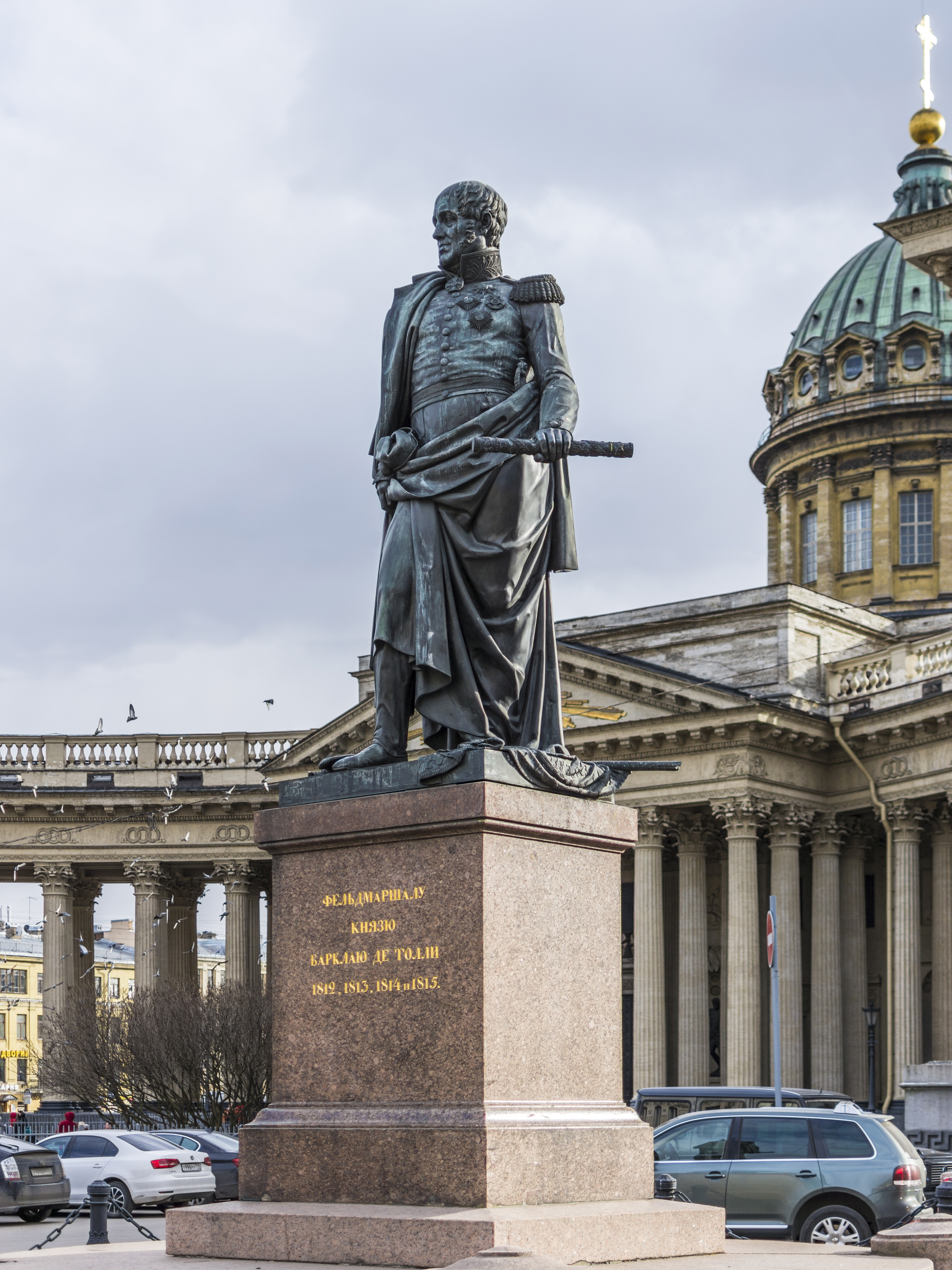
Памятник  в Санкт-Петербурге
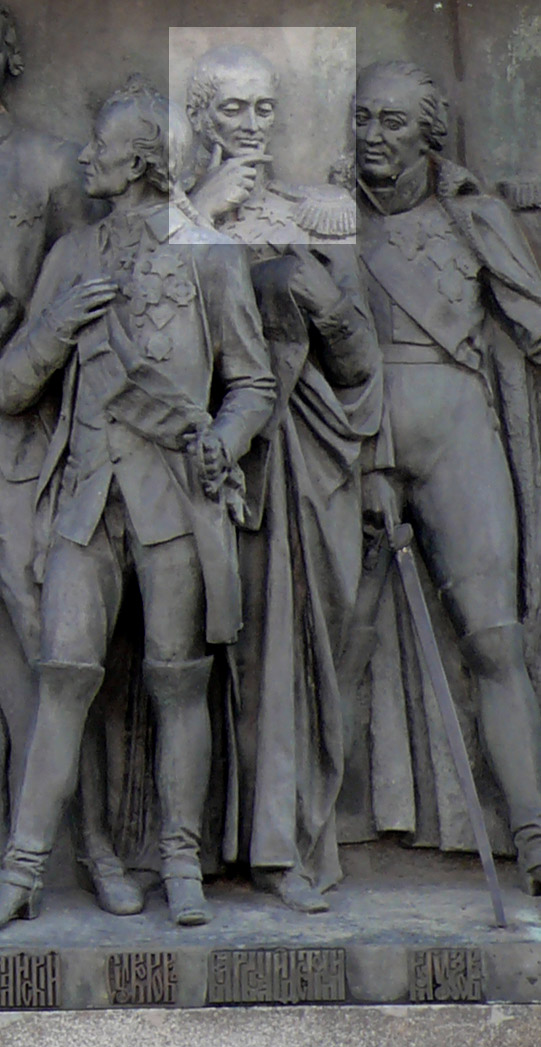
Барклай де Толли на памятнике «1000-летие России» в Великом Новгороде
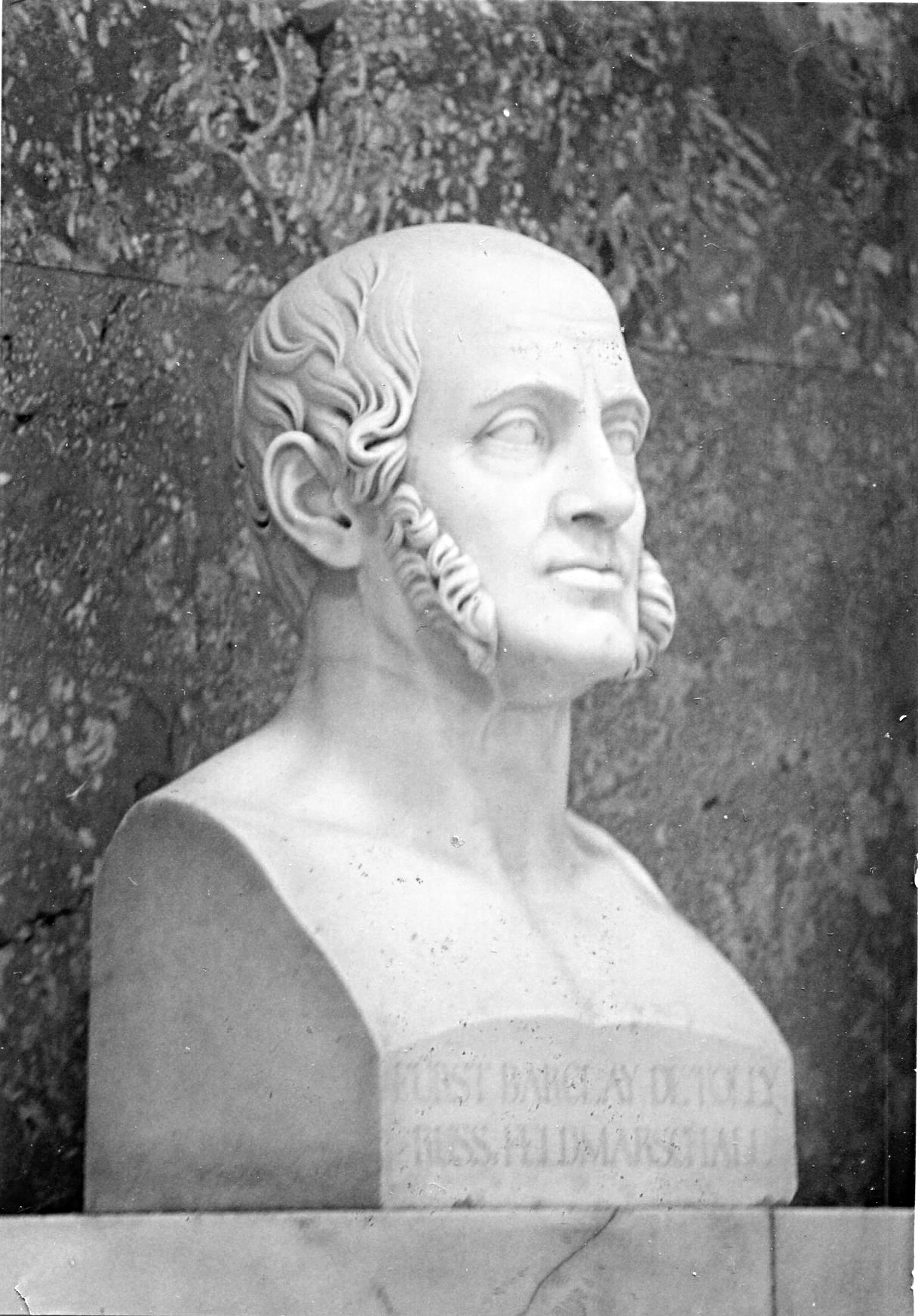
Бюст в Вальхалле
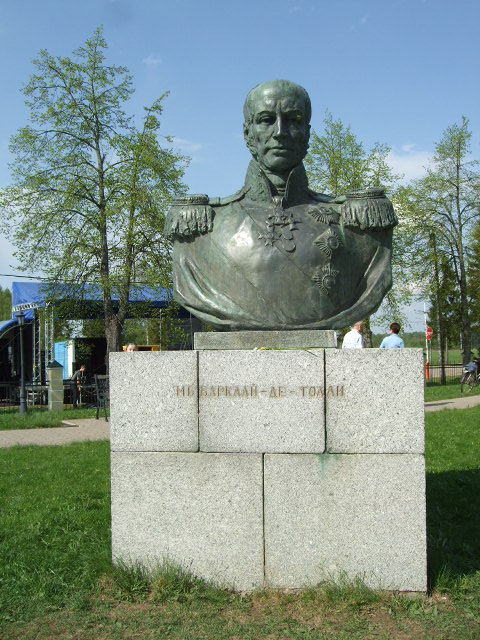
Бюст перед главным зданием Бородинского музея
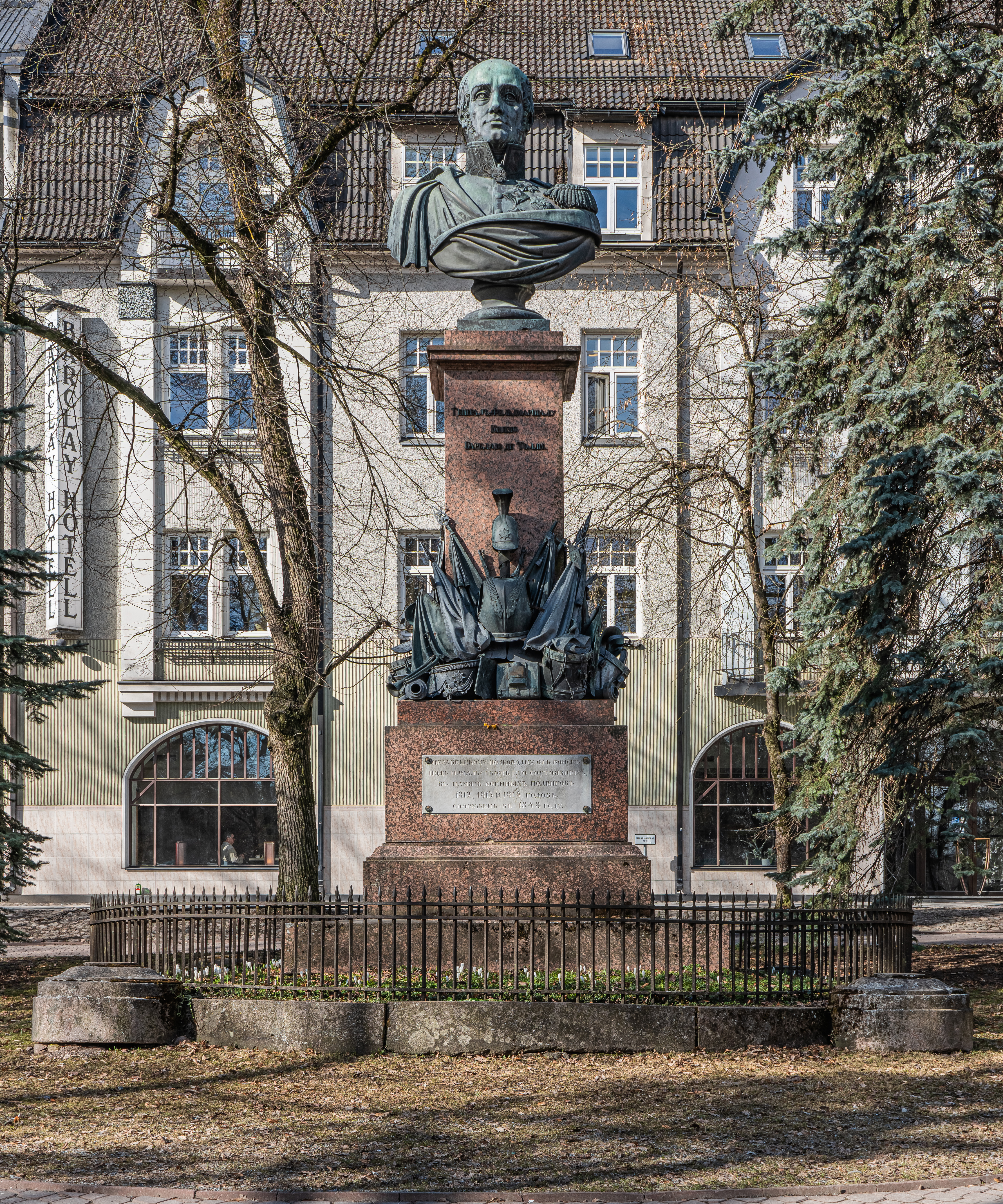
Памятник в Тарту
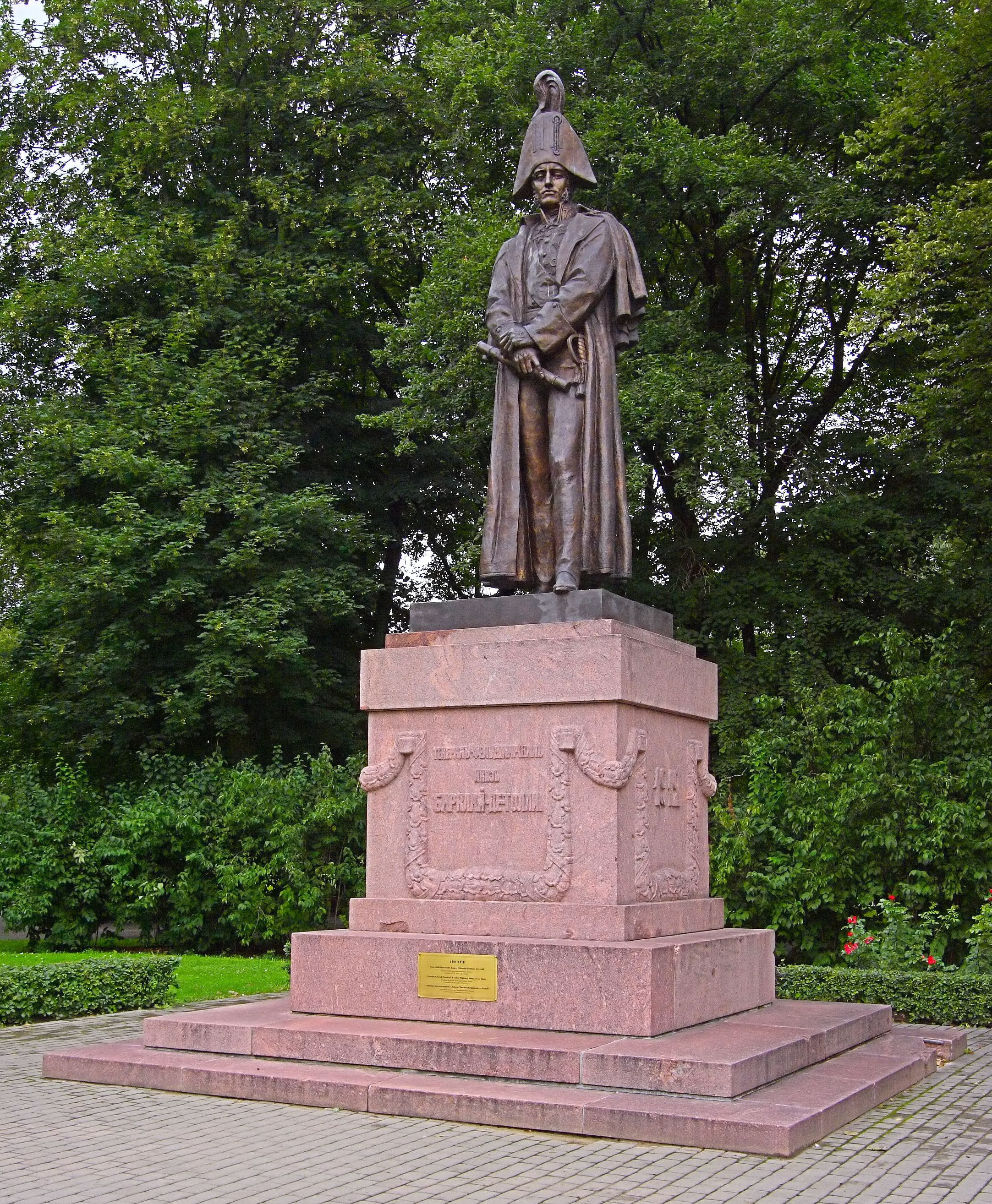
Памятник в Риге (демонтирован в 2024 году)
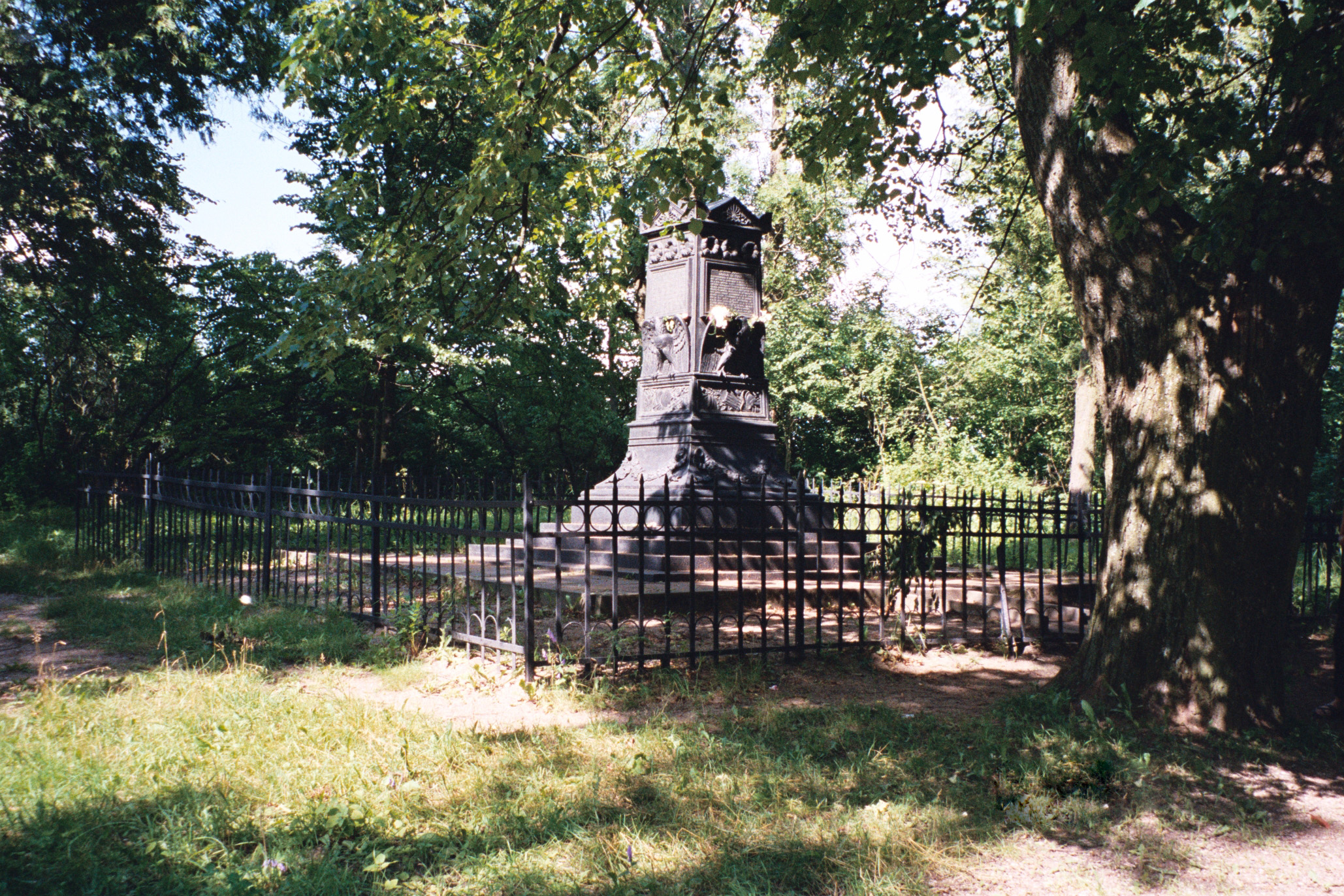
Памятник в посёлке Нагорное Черняховского района Калининградской области
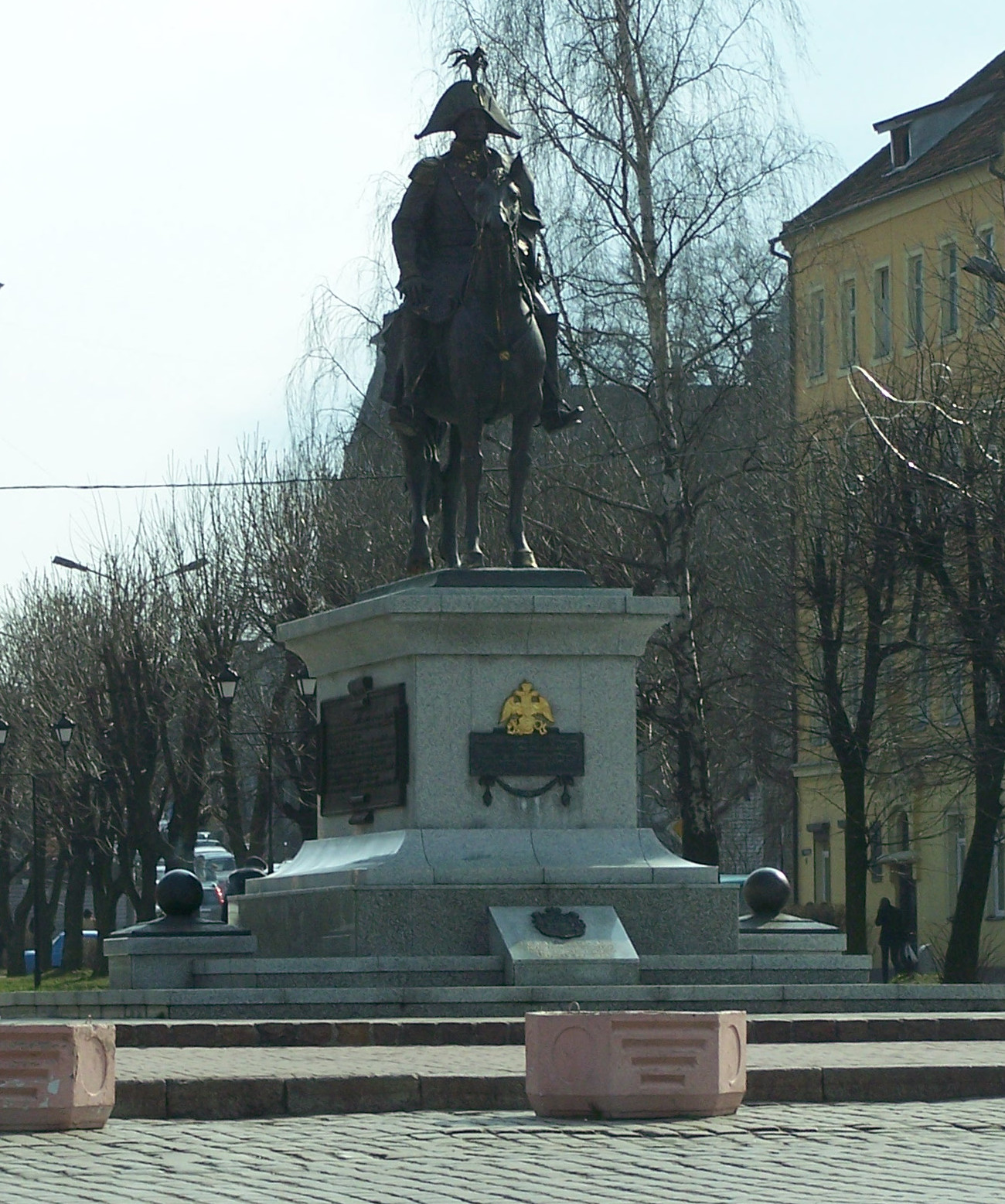
Памятник Барклаю де Толли в Черняховске
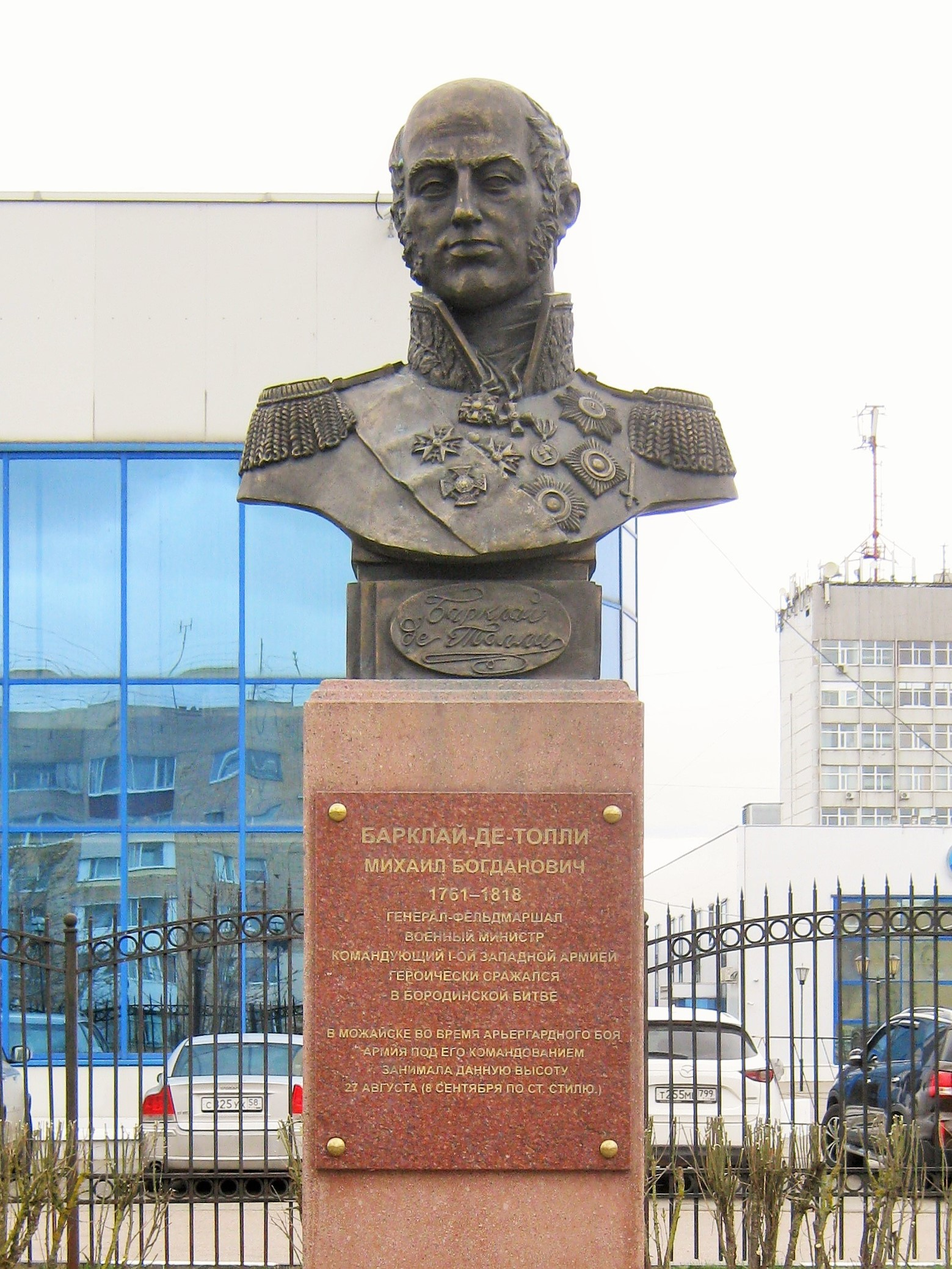
Бюст на аллее Героев в Можайске

### В филателии
- В 1962 году почта СССР выпустила марку с изображением Барклая-де-Толли и Кутузова
- В 2011 году Почта Эстонии выпустила марку с изображением Барклая-де-Толли.

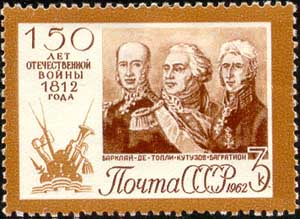
Почтовая марка СССР, 1962 год: Барклай де Толли, Кутузов, Багратион
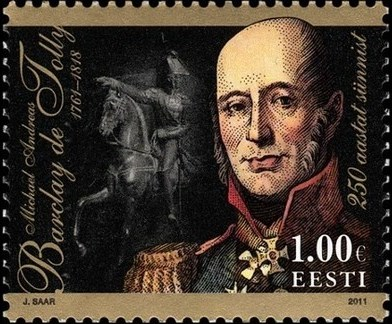
Почтовая марка Эстонии, 2011 год
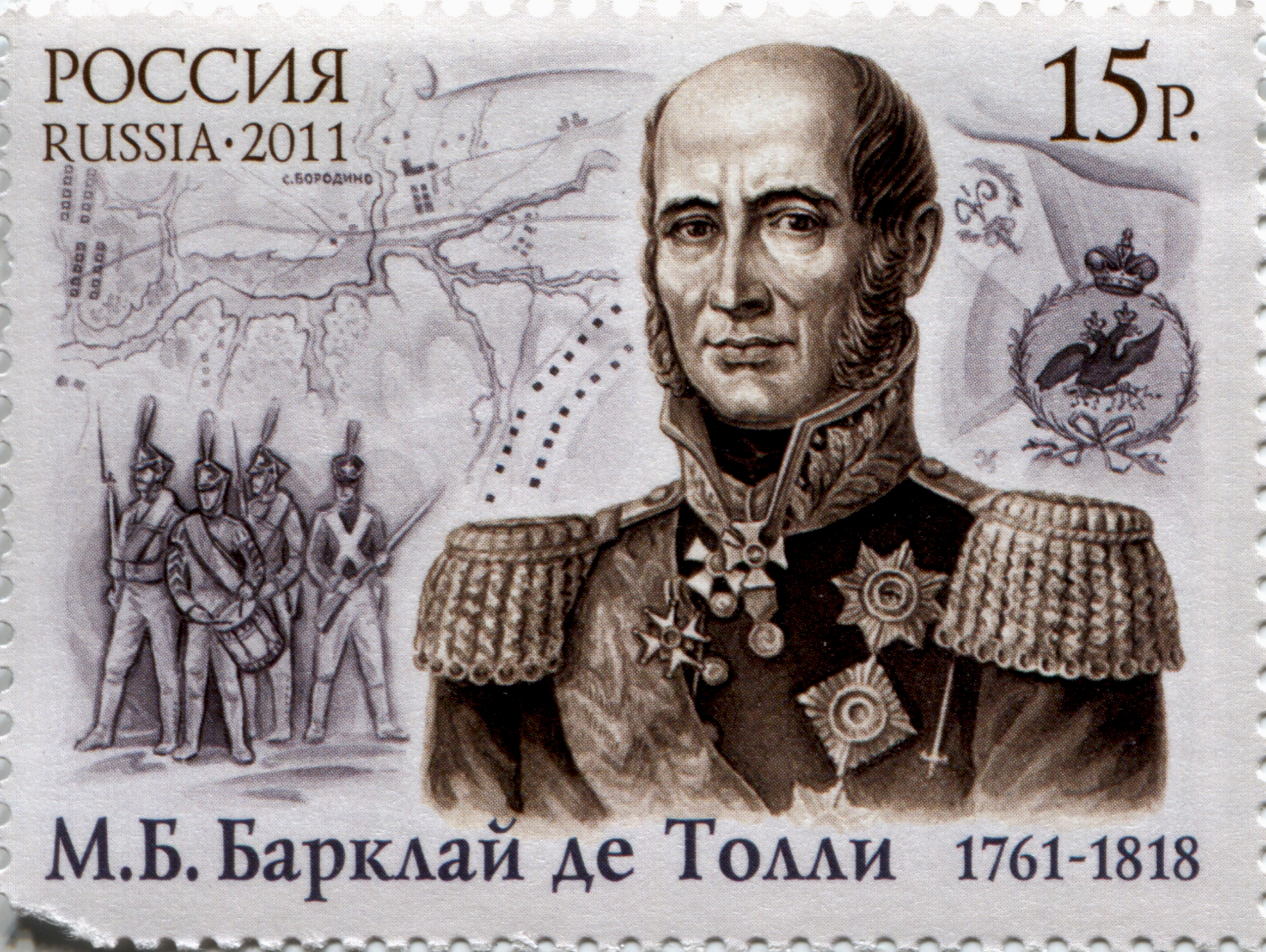
«М. Б. Барклай де Толли». Почта России, 2011
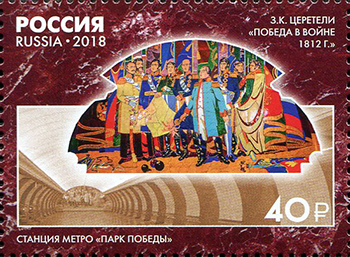
«Победа в войне, 1812 г.». Почта России, 2018

### В нумизматике
- В 2012 году Центральным банком Российской Федерации была выпущена монета (2 рубля, сталь с никелевым гальваническим покрытием) из серии «Полководцы и герои Отечественной войны 1812 года» с изображением на реверсе портрета генерала-фельдмаршала Михаила Барклая-де-Толли[41].
- В 2012 году Центральным банком Российской Федерации была выпущена памятная монета Банка России «200-летие победы России в Отечественной войне 1812 года». 25 000 рублей, золото, на реверсе которой на одном из барельефов изображён Михаил Барклай де Толли.

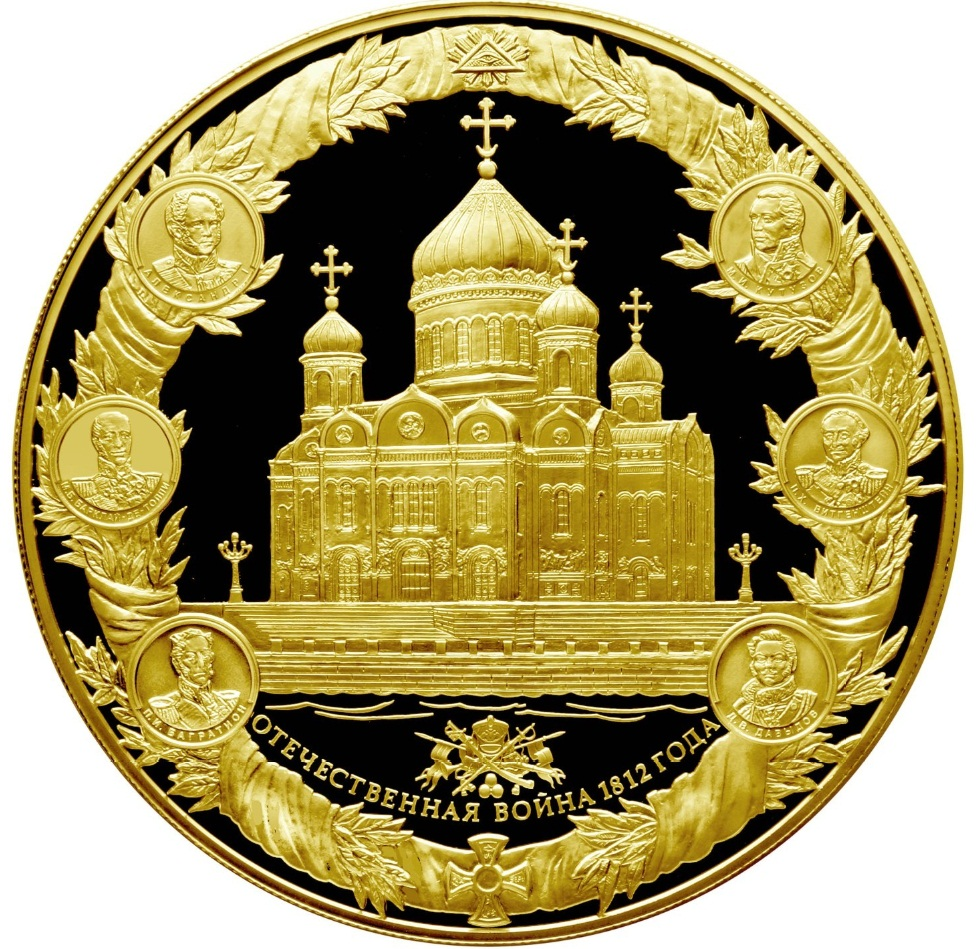
Золотая монета, выпущенная в 2012 году
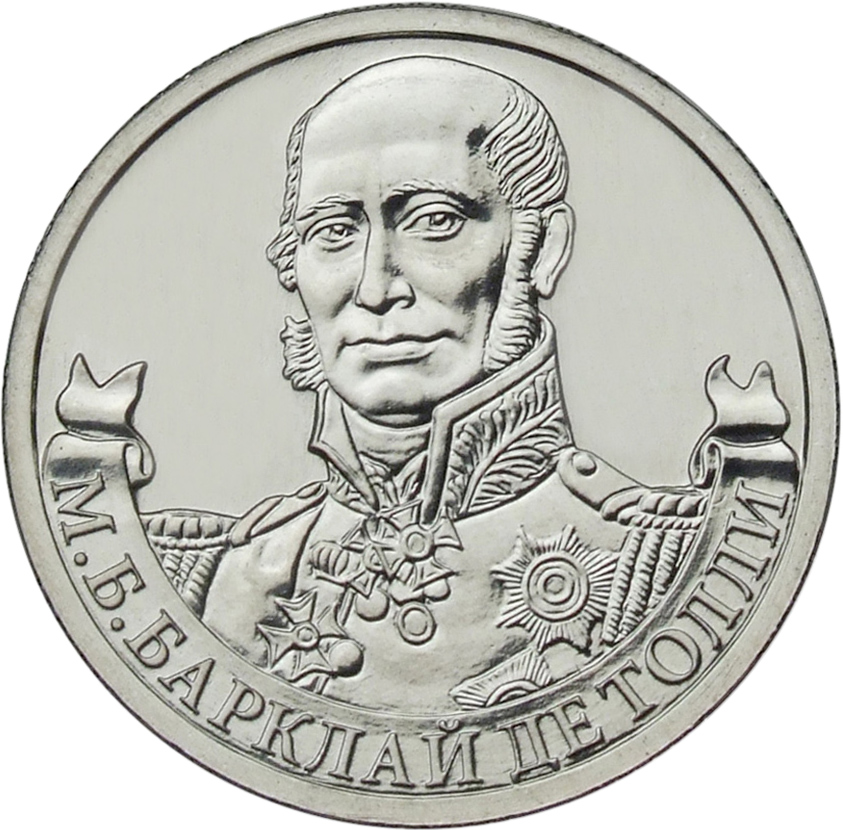
Монета, выпущенная ЦБ РФ в 2012 году

### В топонимике
- В 1962 году Фильское шоссе в Москве (вошло в состав города в 1960 году вместе с селом Фили) было переименовано в улицу Барклая.
- В Санкт-Петербурге один из проездов Московского района носит имя Барклаевская улица. Имя Барклая де Толли носят улицы Смоленска, Владивостока, Калининграда и Черняховска Калининградской области (бывший Инстербург)

### В кинематографе
- В кинофильме «Кутузов» (1943) роль Барклая-де-Толли исполнил Николай Охлопков.
- В кинофильме «Война и мир» (1967) — Михаил Погоржельский.
- В кинофильме «Багратион» (1985) — Улдис Лиелдиджс.
- В кинофильме «Фельдмаршал Кутузов» (1985) — Рудольф Кульд.
- В 20-серийном фильме «Война и мир» (1972, Великобритания) — Джон Казабон (John Cazabon).

### В названиях кораблей и воздушных судов
В Западно-Сибирском речном пароходстве МРФ РСФСР (г. Барнаул) эксплуатировался паровой буксир Барклай.
В 2013 году ОАО «Аэрофлот — российские авиалинии» получило воздушное судно В777-300ER производства корпорации Boeing, названое в честь выдающегося российского полководца — Михаил Барклай-де-Толли.